# Wolke

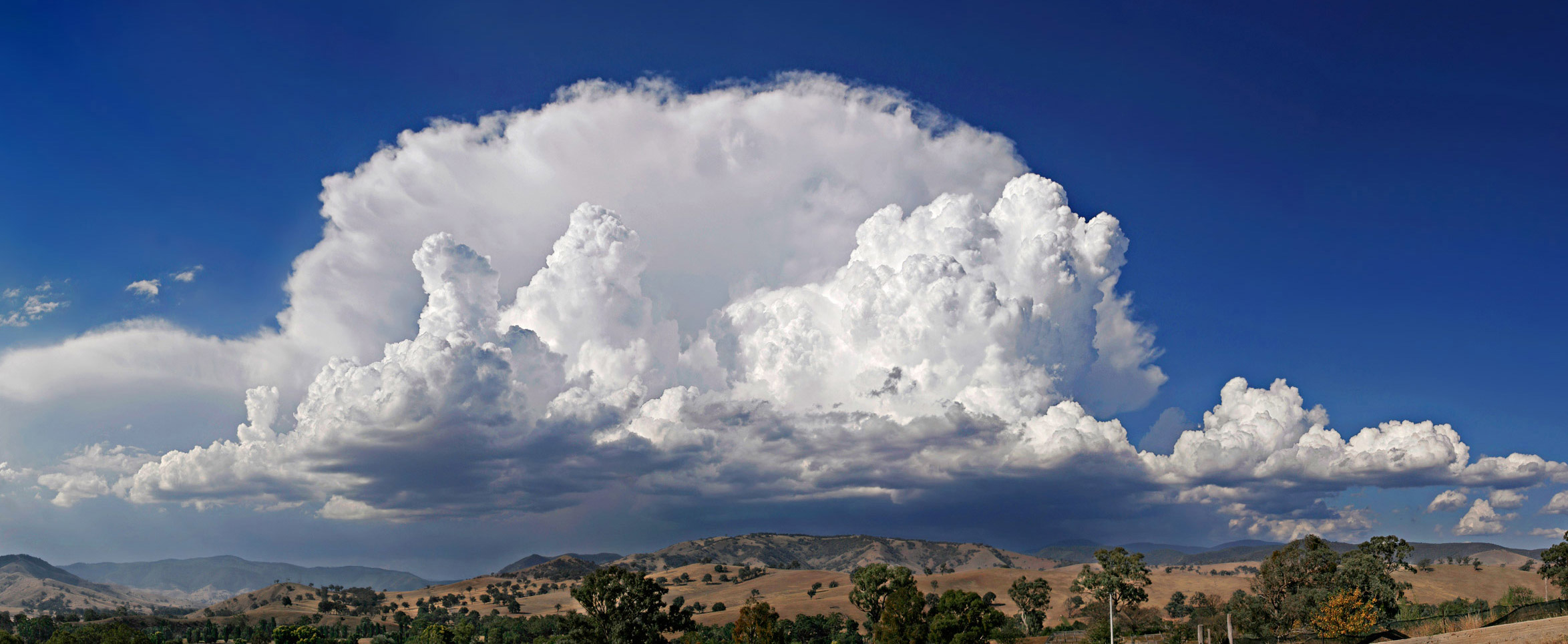
Cumuluswolken, im Hintergrund ein Cumulonimbus

Unterschiedliche Wolkentypen

Eine Wolke (auf die indogermanische Wurzel *u̯elg- „feucht, nass“ zurückgehend und daher mit dem Adjektiv welk und dem Flussnamen Wolga sprachlich verwandt) ist eine Ansammlung von sehr feinen Wassertröpfchen (Nebel) oder Eiskristallen in der Atmosphäre der Erde.
Wolken sind deshalb sichtbar, weil Licht aufgrund der Mie-Streuung gestreut wird, wodurch der Tyndall-Effekt auftritt und die eigentlich farblosen Tröpfchen sichtbar werden. Sie entstehen, driften und vergehen in den Strömungen der irdischen Atmosphäre mit deren in verschiedener Höhe oft unterschiedlichen Stärke und Richtung (Windscherung).
Die Wassertröpfchen bilden sich um Kondensationskerne herum, wenn die relative Feuchtigkeit der Luft 100 % geringfügig (um höchstens 1 %) übersteigt. Dies kann entweder durch Abkühlung der Luft beim Aufsteigen (Thermik, Aufgleiten an anderen Luftschichten, am Berghang) oder beim Durchmischen zweier Luftmassen geschehen (Richard Mollier). Beim Kondensieren wird die Kondensationsenthalpie des Wassers frei, welche das Abkühlen bei weiterem Aufsteigen der Luft abschwächt. Dadurch kann die Luft in größere Höhen steigen. Bei ruhiger Luft und wenigen Kondensationskernen kann es zu einer Übersättigung der Luft mit Wasserdampf kommen. Obwohl der relative Wassergehalt dann deutlich mehr als 100 % beträgt, kommt es noch zu keiner Kondensation. Der Wassergehalt muss erst weiter zunehmen, bevor er kondensiert. Bei einer Lufttemperatur unter −10 °C können sich an den Kondensationskernen Eiskristalle (winzige Schneeflocken) durch Resublimation bilden. Kondensationskerne sind elektrostatisch aufgeladen und haben eine Größe von 1 nm bis 1000 nm. Sie entstehen durch Pilzsporen, Blütenpollen windblütiger Pflanzen, feine Ascheteilchen von den weltweit häufigen Wald- und Steppenbränden, Salzkriställchen der Meeresgischt, private Haushalte, Industrie, Autoabgase, Landwirtschaft und kosmische Strahlung (Beispiel Nebelkammer). Nach Beginn der Kondensation kondensiert immer mehr Wasserdampf an dieser Stelle, bis er zu sichtbaren Nebeltröpfchen wird. In der meteorologischen Systematik werden die Wolken den Hydrometeoren zugerechnet.
Wolken finden sich hauptsächlich in der Troposphäre – bei oft unterschiedlicher Bewegungsrichtung in deren verschiedenen „Etagen“; zum Teil auch in der Stratosphäre und Mesosphäre (leuchtende Nachtwolken). Sie unterscheiden sich in ihrer Entstehung, in den Eigenschaften und sind leicht beobachtbare Merkmale der Wetterlage. Durch die richtige Deutung von Form, Aussehen und Höhe sowie die zeitliche Veränderung der Merkmale lassen sich Aussagen zur lokalen Wetterentwicklung treffen. Um Beobachtungen übertragen zu können, werden Wolken klassifiziert. In der Praxis ist vor allem die Einteilung in Wolkengattungen und -arten von Bedeutung. In den meisten Gebieten treten bestimmte Wolkenarten gehäuft auf, besonders bei gleichartigen Wetterlagen. Dennoch können nahezu an allen Stellen der Erde sämtliche Wolkenformen vorkommen. Die Klassifikation der Wolken regelt die Weltorganisation für Meteorologie, deshalb ist diese international einheitlich.
Neben ihren optischen Eigenschaften, ihrer Entwicklung und Schönheit (die schon immer die Phantasie der Menschen angeregt hat) sind Wolken bei zahlreichen Fragen in der Wissenschaft wichtig. Dies gilt insbesondere für den Strahlungshaushalt der Erde, die Niederschlagsverteilung und die Atmosphärenchemie. Die Nephologie (Wolkenkunde) ist ein selten als eigenständige Fachrichtung angesehener Teilbereich der Meteorologie; als ihr Begründer gilt Luke Howard.

## Physik und Chemie der Wolken

### Bestandteile
Eine Wolke besteht aus Aerosol, einer Ansammlung fein disperser Teilchen im Gasgemisch der Luft (nicht bloß Wasserdampf; dieser ist ein Gas und genauso unsichtbar wie die restliche Luft). Erst nach dem Abkühlen unter eine bestimmte Temperatur – den Taupunkt – bilden sich aus dem Wasserdampf winzige Wassertröpfchen, in großer Höhe auch winzige, schwebende Eiskristalle.
Der Durchmesser der flüssigen Tröpfchen bewegt sich typischerweise im Bereich von zwei bis zehn Mikrometern, kann jedoch gerade bei Regenwolken mit bis zu zwei Millimetern auch viel größer sein. Große Tropfen und die noch wesentlich größeren Hagelkörner können nur entstehen, wenn starke Aufwinde der Gravitation entgegenwirken.

### Bildung, Entwicklung und Auflösung

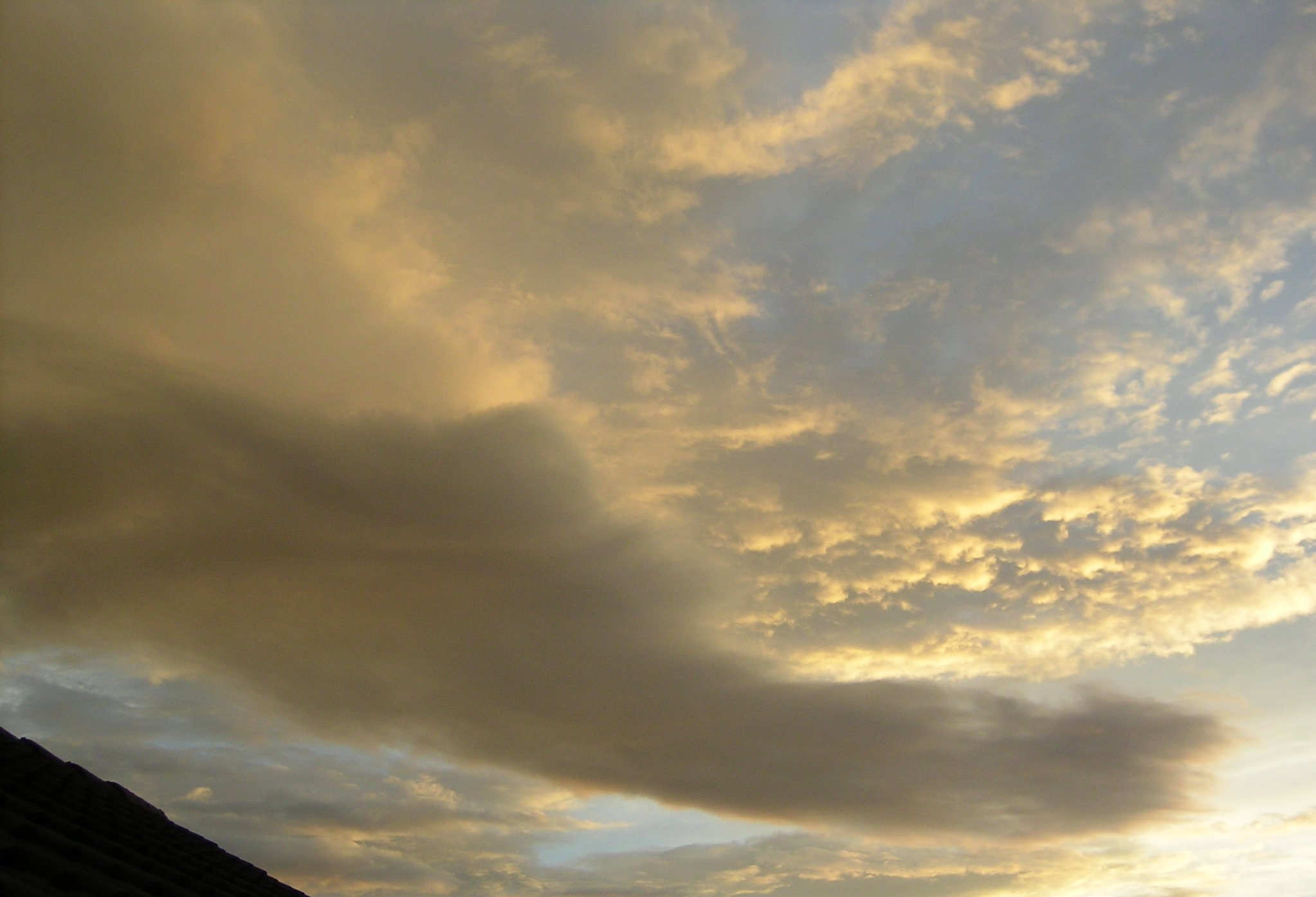
Aufgelöster Amboss eines Cumulonimbus

Wolkenbildung durch die Überströmung eines Berggipfels

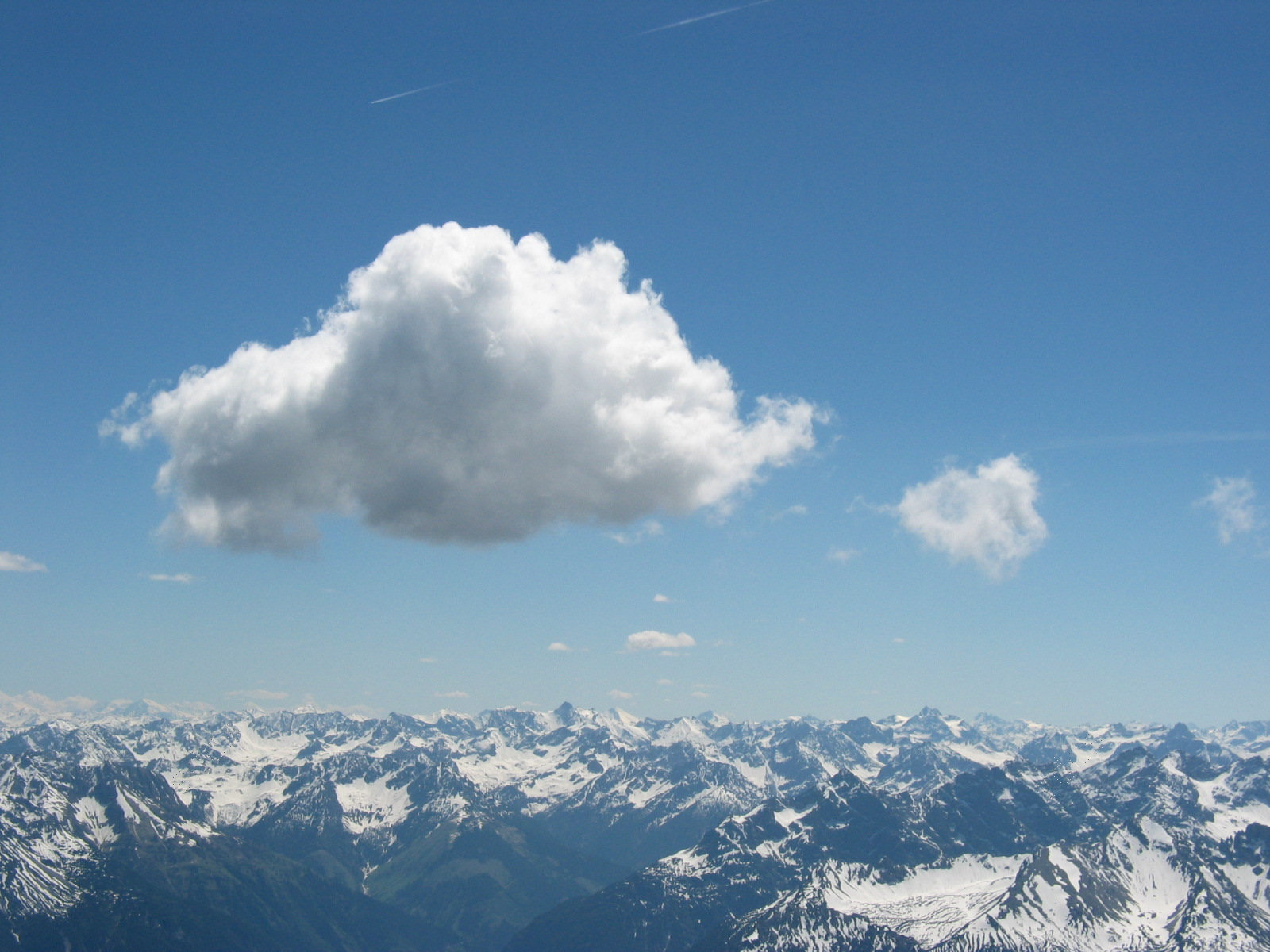
Cumuluswolke

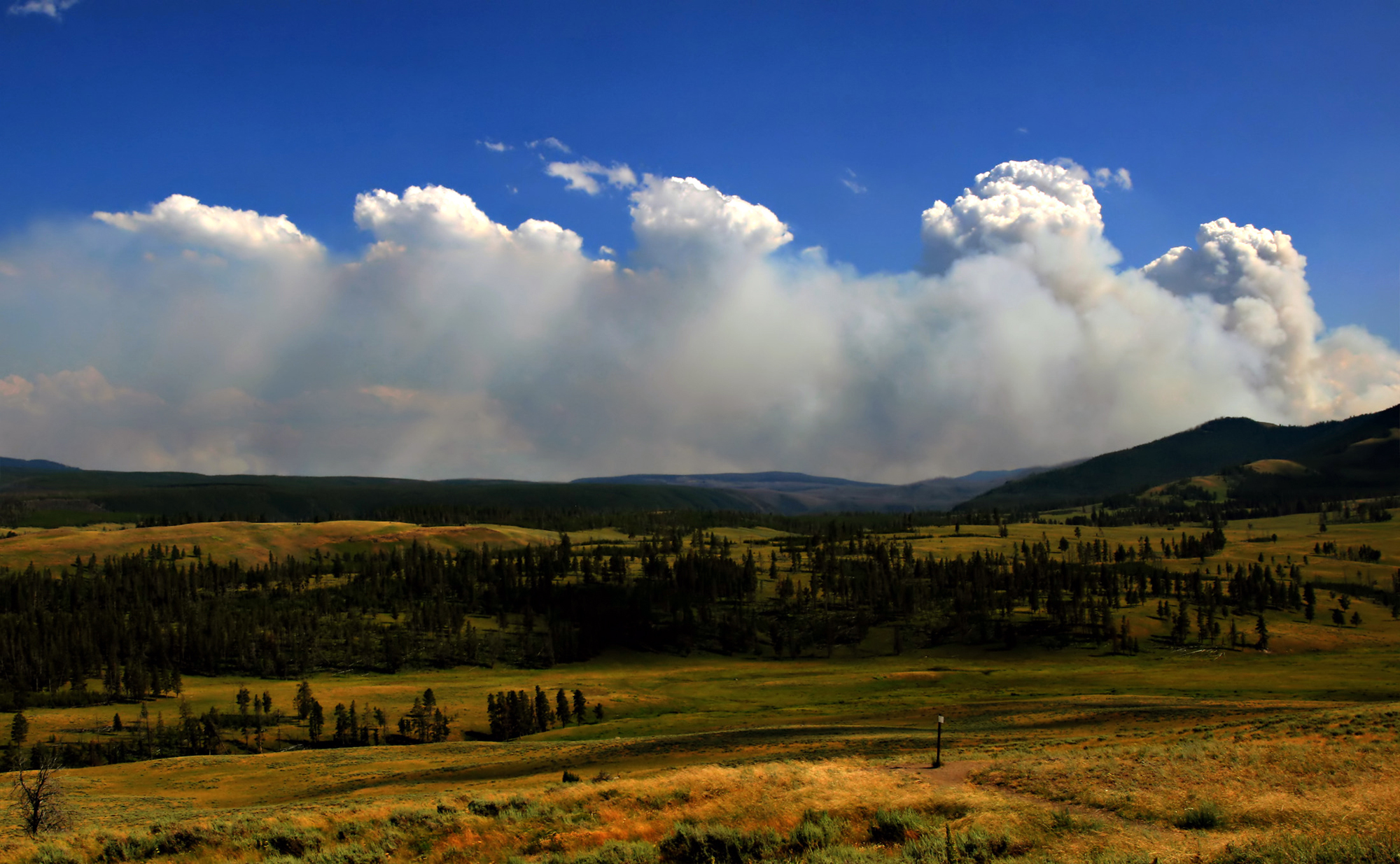
Pyrocumulus im Yellowstone-Nationalpark

Wolkenbildung bezeichnet den Prozess der Entstehung von Wolken durch Kondensation oder auch Resublimation von Wasserdampf an Kondensationskernen in der Troposphäre und teilweise auch Stratosphäre. Mit der Veränderung von Temperatur (Dichte) und Luftfeuchtigkeit einer Luftmasse entstehen Wolken oder lösen sich auf. Dies kann beispielsweise geschehen durch
- Hebungsprozesse in der Atmosphäre bei Durchzug von Kalt- und Warmfronten, die Luftmassen in höhere Schichten transportieren und dort abkühlen lassen (z. B. beim Jetstream),
- Thermische Aufwinde oder Hangaufwinde,
- Zufuhr von kälteren Luftmassen,
- Zufuhr von feuchteren Luftmassen.

Eine sichtbare Wolke entsteht, wenn für die Bildung stabiler Wassertröpfchen oder -kristalle die Bedingungen erfüllt sind. Dabei kommt es weniger auf die Wasseraufnahmefähigkeit der Luft als vielmehr auf das Verhältnis von Kondensation und Verdunstung an. An der Oberfläche des Wassertröpfchens innerhalb einer Wolke findet ein steter Austausch von Wassermolekülen zwischen der Umgebungsluft und dem Tropfen statt: Nur wenn sich an den Tropfen mehr Wassermoleküle anlagern als diesen gleichzeitig verlassen, nur wenn also die Kondensationsrate höher als die Verdunstungsrate ist, können Tropfen wachsen und somit zu einer Wolkenbildung führen. Ob es dazu kommen kann, hängt im Wesentlichen von zwei Größen ab:
1. Von der Anzahl der Wassermoleküle in der Umgebung des Tropfens: Je mehr Wasserdampfmoleküle das Tröpfchen umgeben, umso wahrscheinlicher ist es, dass eines am Tröpfchen haften bleibt. Die Anzahl der Wasserdampfmoleküle kann der so genannte Wasserdampfpartialdruck ausdrücken, das ist der Anteil des Gesamtluftdrucks, der durch den Wasserdampf entsteht.
2. Von der Temperatur des Wassertropfens: Je wärmer das Tröpfchen ist, umso leichter lösen sich Wassermoleküle vom Tropfen.

Die Bildung einer Wolke wird also begünstigt durch niedrige Temperaturen und durch eine große Anzahl Wassermoleküle oder durch hohen Wasserdampfdruck, was gleichbedeutend mit einer hohen relativen Luftfeuchtigkeit ist.
Die Temperatur, bei der sich Kondensation und Verdunstung ausgleichen, wird als Taupunkttemperatur bezeichnet. Wird diese unterschritten, entstehen und wachsen unter bestimmten Bedingungen stabile Tröpfchen. Diese Temperatur hängt vom jeweiligen Wasserdampfdruck ab. Die Höhe dieses Ereignisses in der Atmosphäre wird Wolkenkondensationszone genannt.
Der Wasserdampfdruck, bei dem Kondensation und Verdunstung im Gleichgewicht sind, wird als Sättigungsdampfdruck bezeichnet. Er ist von der Temperatur abhängig und wird außerdem durch Krümmungs- und Lösungseffekte bestimmt.
Zur Tropfenbildung in der Erdatmosphäre kommt es erst, wenn eine ausreichende Anzahl von Kondensationskeimen vorhanden ist. Solche Keime können zum Beispiel Staubkörnchen sein, aber auch größere Moleküle, Pollen oder – am Meer – Salzkristalle (siehe Aerosol).
Über den Ozeanen ist häufig das bei der Zersetzung von Algen entstehende Dimethylsulfid (DMS) für die Wolkenbildung verantwortlich.
Auch bei Temperaturen unter 0 °C kann sich noch ein Großteil der Wolkentröpfchen im flüssigen Zustand befinden. Beim Absinken der Temperatur bis etwa −12 °C bilden sich meist noch keine Eiskristalle heraus, so dass die Wolke aus so genannten unterkühlten Wassertropfen besteht. Ebenso können gelöste Stoffe innerhalb des Tropfens bedingt durch die Gefrierpunktserniedrigung eine Senkung der Kondensationstemperatur bewirken. Bei einem weiteren Absinken der Temperatur nimmt der Eisanteil immer weiter zu, bis bei etwa −40 °C nur noch Eiskristalle vorliegen. In größeren Höhen ist die Wolkenbildung daher durch Kristallisationsprozesse gekennzeichnet.
Tröpfchen sinken wegen ihrer geringen Größe – ungefähr 1 bis 15 μm oder 0,001 bis 0,015 mm – sehr langsam. Weil ihr Durchmesser klein ist, ist ihre Reynolds-Zahl kleiner als 0,1. Die Sinkgeschwindigkeit wächst nach dem Gesetz von Stokes mit dem Quadrat des Durchmessers. Ein Tröpfchen mit einem Durchmesser von 0,020 mm sinkt etwa 1 cm pro Sekunde. Die Sinkgeschwindigkeit kann Werte bis zu 15 cm/s erreichen. Sie ist ein rein aerodynamischer Wert. Zu unterscheiden davon ist die Fallgeschwindigkeit. Sie ergibt sich aus der Differenz der Geschwindigkeit des Auf- oder Abwindes und der Sinkgeschwindigkeit. Weil die Geschwindigkeit der Auf- und Abwinde viel größer ist als die Sinkgeschwindigkeit der Tröpfchen, ist der Anteil der Sinkgeschwindigkeit meist unerheblich. Da Wolken häufig durch konvektive Aufwinde entstehen, fallen sie nicht, sondern bleiben auf gleicher Höhe oder steigen auf (zum Beispiel der Cumulus). In Regenwolken sind die Tropfen wesentlich größer (bis 3 mm) und somit ist auch die Fallgeschwindigkeit höher (bei 1 mm-Tropfen ca. 1,8 m/s). Für diese Tropfengröße gilt die Berechnung nach Stokes nicht mehr. Die Tropfen verformen sich durch ihren Luftwiderstand schirmartig. Ist ein Schwellenwert überschritten, sodass der Aufwind das Sinken nicht mehr ausgleichen kann, beginnt es zu regnen. Im Falle des Hagels treten sehr starke Auf- und Abwinde auf, welche die Hagelkörner mehrmals aufsteigen und wieder absinken lassen, wobei deren Durchmesser Schicht für Schicht wächst.
In der Meteorologie werden Wolken nach Form und Höhe über dem Boden unterschieden. Eine Wolke in Bodennähe wird als Nebel bezeichnet, doch auch wenn sie sich nur durch ihre Position unterscheiden, wird der Nebel nicht als Wolkentyp betrachtet. Im weiteren Sinne wird unter Wolkenbildung jedoch auch die Entstehung anderer Wolkentypen verstanden, wie beispielsweise Staubwolken oder Methan-Wolken, wobei man sich hierbei nicht auf die Erde begrenzt und auch die Wolkenbildung auf anderen Himmelskörpern mit einschließt.

### Bedeutung für den Strahlungshaushalt

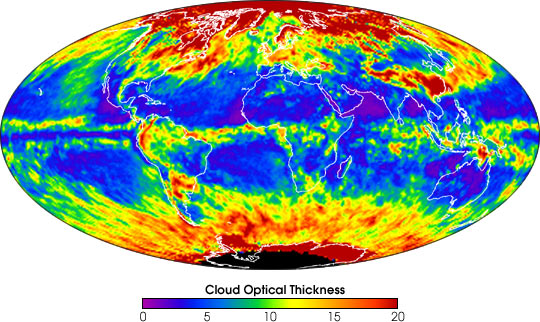
Globale Verteilung der optischen Wolkendicke

Wolken haben einen großen Einfluss auf den Strahlungshaushalt der Erde und somit auch die Lufttemperatur, vor allem über den Tagesverlauf, aber auch auf langfristige klimatische Mittelwerte. Dies macht sich vor allem im Sommer bemerkbar. Sobald sich tagsüber eine Wolkendecke bildet und die Sonnenstrahlung abschirmt, die Globalstrahlung also sinkt, nimmt auch die zur Erwärmung der Luft und für die Photosynthese der Pflanzen verfügbare Sonnenenergie ab und es wird schnell spürbar kälter. Diese Wolkendecke reflektiert aber auch die terrestrische Ausstrahlung zu einem bestimmten Anteil zurück auf den Erdboden. In einer klaren Nacht wird es folglich wesentlich kälter als in einer Nacht mit geschlossener Wolkendecke, da die terrestrische Wärmestrahlung ins Weltall entweichen kann und kaum durch in der Atmosphäre enthaltenen kondensierten Wasserdampf zurückgehalten wird.
Diese Auswirkungen können besonders in Wüsten beobachtet werden, wo Wolken im Regelfall selten sind: Es wird in der Nacht viel mehr Wärme abgestrahlt als in feuchteren Zonen. Die Temperaturunterschiede zwischen Tag und Nacht sind daher in Trockengebieten auch viel höher.
Eine wichtige Eigenschaft von Wolken ist ihre optische Dicke. Sie bestimmt, wie viel Sonnenstrahlung durch eine Wolkendecke hindurchdringen kann und wie viel andererseits absorbiert oder reflektiert wird. Bestimmende Einflussgrößen sind dabei die vertikale Ausdehnung der Wolke, die Verteilung der Tröpfchen- oder Eiskristallgrößen und schließlich die Menge und Verteilung der Wolken selbst. Dabei sind Wolken gegenüber der kurzwelligen UV-Strahlung etwas durchlässiger als gegenüber den Wellenlängen des sichtbaren Lichts. Die Streuung der direkten Sonneneinstrahlung durch die Luftteilchen bedingt deren geringer werdenden Anteil mit abnehmender Höhe und begünstigt damit diesen Effekt. Durch die zusätzliche Streuung an den Wolkentröpfchen nehmen auch die Photonenwege zu, was die Absorption durch Ozon begünstigt und die Transmission des Lichts verringert. In Bezug auf die UV-Strahlung ist eine Absorption an den Wassertropfen selbst vernachlässigbar, solange diese nicht allzu stark verunreinigt sind (etwa durch einen Vulkanausbruch). Auf globaler Ebene hat dies im langjährigen Mittel zur Folge, dass Wolken 20 Prozent der kurzwelligen Sonneneinstrahlung direkt zurückstrahlen und gleichzeitig drei Prozent absorbieren.
Die Wirkung der Wolken im Strahlungshaushalt ist jedoch, wie im ersten Absatz gezeigt, nicht allein an deren Eigenschaften geknüpft, sondern beruht auf dem Zusammenspiel vielerlei Faktoren. Besonders wichtig ist der Effekt der langwelligen Ausstrahlung der Erdoberfläche in Verbindung mit der atmosphärischen Gegenstrahlung. Dieser Effekt ist die eigentliche Ursache des atmosphärischen Treibhauseffektes und spielt eine wichtige Rolle in Bezug auf die globale Erwärmung. Die Ausstrahlung der Erdoberfläche ist eine Folge der Absorption der direkten und diffusen Sonneneinstrahlung durch die Erdoberfläche und hängt von deren Oberflächentemperatur ab. Die optische Dicke der Wolken, die ihrerseits die Globalstrahlung bestimmt, ist nun maßgeblich dafür verantwortlich, wie viel dieser terrestrischen Strahlung in der Atmosphäre absorbiert, von der Oberseite der Wolken reflektiert oder von deren Unterseite auf die Erdoberfläche zurückgestrahlt wird, wobei es beliebig oft zu Mehrfachreflexionen zwischen Wolkenunterseite und Erdboden kommen kann. Durch diese atmosphärische Gegenstrahlung wird die zur Erdoberfläche gerichtete Strahlung erhöht und gleicht damit die abschirmende Wirkung der Wolken teilweise aus.
Wie groß dieser Ausgleich in Bezug auf große Gebiete und lange Zeiträume ist, lässt sich nur schwer feststellen, weshalb es sich auch um eine zentrale Frage der Klimamodellierung handelt.

### Rolle im Wasserkreislauf
Wolken üben im Wasserkreislauf die Funktion eines Mittlers zwischen Verdunstung und Niederschlag aus. Zwar ist das in ihnen enthaltene Wasser in Bezug auf die Wasservorkommen der Erde mengenmäßig recht unbedeutend, doch setzen sie das Wasser schnell um.

## Aussehen
Das Aussehen einer Wolke wird in erster Linie durch die Art, Größe, Anzahl und räumliche Verteilung ihrer Bestandteile bestimmt. Es hängt ferner von der Intensität und Farbe des auf die Wolke auftreffenden Lichtes ab sowie von der jeweiligen Stellung von Beobachter und Lichtquelle zur Wolke. Das Aussehen einer Wolke lässt sich am besten durch Angaben zur Größe, Gestalt, Grob- und Feinstruktur, Helligkeit und Farbe beschreiben.

### Gestalt und Struktur

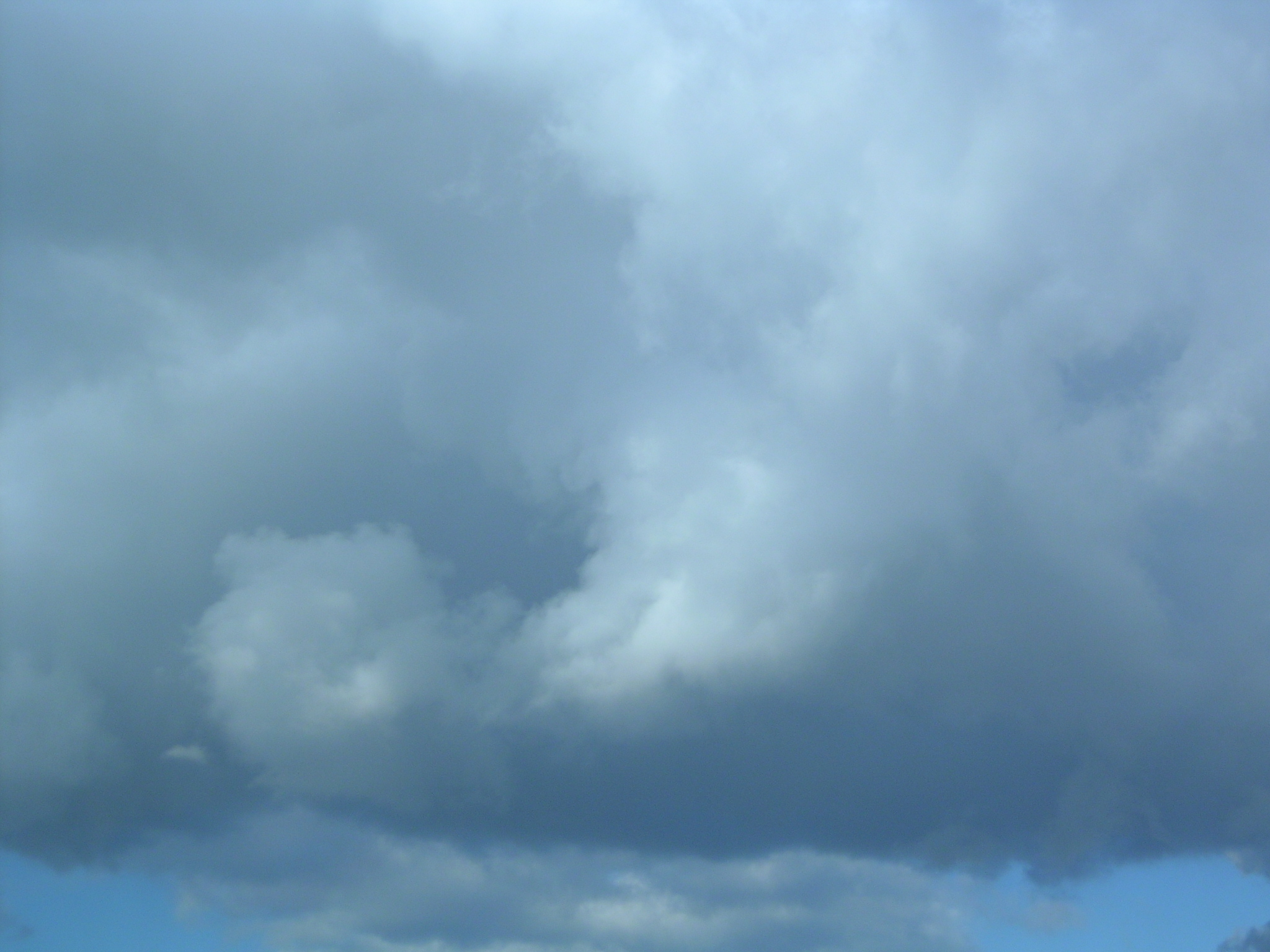
Wolke in Form eines Elefantenrüssels

Wolken können manchmal eigenartige Formen annehmen, die das menschliche Auge mit Dingen aus dem Alltag verbinden kann. Vor allem bei stärkeren Winden, welche die Wolken ausfransen und sich immer wieder neu bilden und verformen lassen, kann man viele Dinge „sehen“.

### Helligkeit

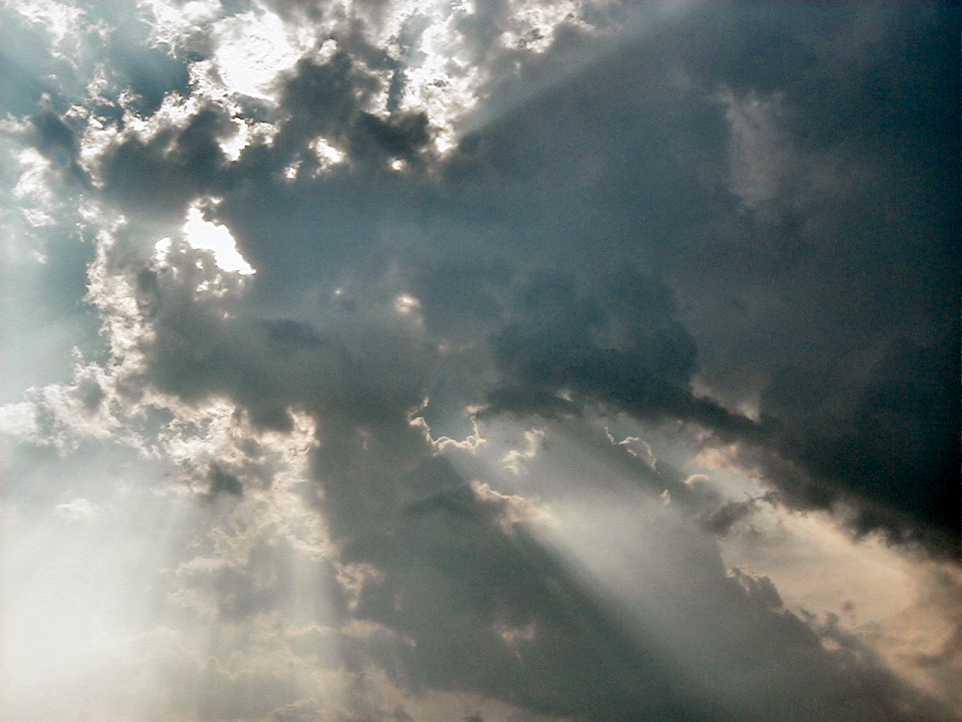
Wolkenstrahlen

Die Helligkeit einer Wolke wird durch das von ihren Teilchen reflektierte, gestreute und durchgelassene Licht bestimmt. Dieses Licht stellt meist direkte oder diffuse Sonnenstrahlung dar, es kann jedoch auch von Mond oder Erdoberfläche herrühren. Besonders durch die große Albedo von Eis- und Schneeflächen kann sich die wahrgenommene Helligkeit der Wolken, aufgrund des rückgestrahlten Lichts, erhöhen.
Auch die Einwirkung von Dunst oder besonderen Lichterscheinungen der atmosphärischen Optik, wie unter anderem Halos, Regenbogen, Koronen und Glorien, verändert die Wolkenhelligkeit. Befindet sich Dunst zwischen Beobachter und Wolke, so kann je nach Wolkendichte und Richtung des einfallenden Lichtes die Helligkeit der Wolke verstärkt oder vermindert werden. Dunst schwächt außerdem die Kontraste ab, durch die Gestalt sowie Grob- und Feinstruktur der Wolke erst erkennbar werden.
Tagsüber ist die Helligkeit der Wolken so stark, dass sie ohne Schwierigkeit beobachtet werden können. In Nächten mit Mondschein sind die Wolken dann zu sehen, wenn die Mondphase mehr als ein Viertel beträgt. Während der dunkleren Phasen ist das Mondlicht nicht hell genug, um entfernte Wolken erkennen zu lassen. Das gilt insbesondere dann, wenn die Wolken dünn sind. In mondlosen Nächten sind die Wolken im Allgemeinen nicht erkennbar, man kann jedoch manchmal, auf Grund der Verdeckung der Sterne, des Polarlichtes, des Zodiakallichtes oder anderer Effekte, auf das Vorhandensein von Wolken schließen.
In Gebieten mit genügend starker künstlicher Beleuchtung sind Wolken auch nachts sichtbar. Daher sind über Großstädten Wolken infolge der von unten kommenden direkten Beleuchtung erkennbar. Eine derartig angeleuchtete Wolkenschicht kann dann einen hellen Hintergrund bilden, gegen den sich tiefer gelegene Wolkenteile plastisch und dunkel abheben.

### Farbe

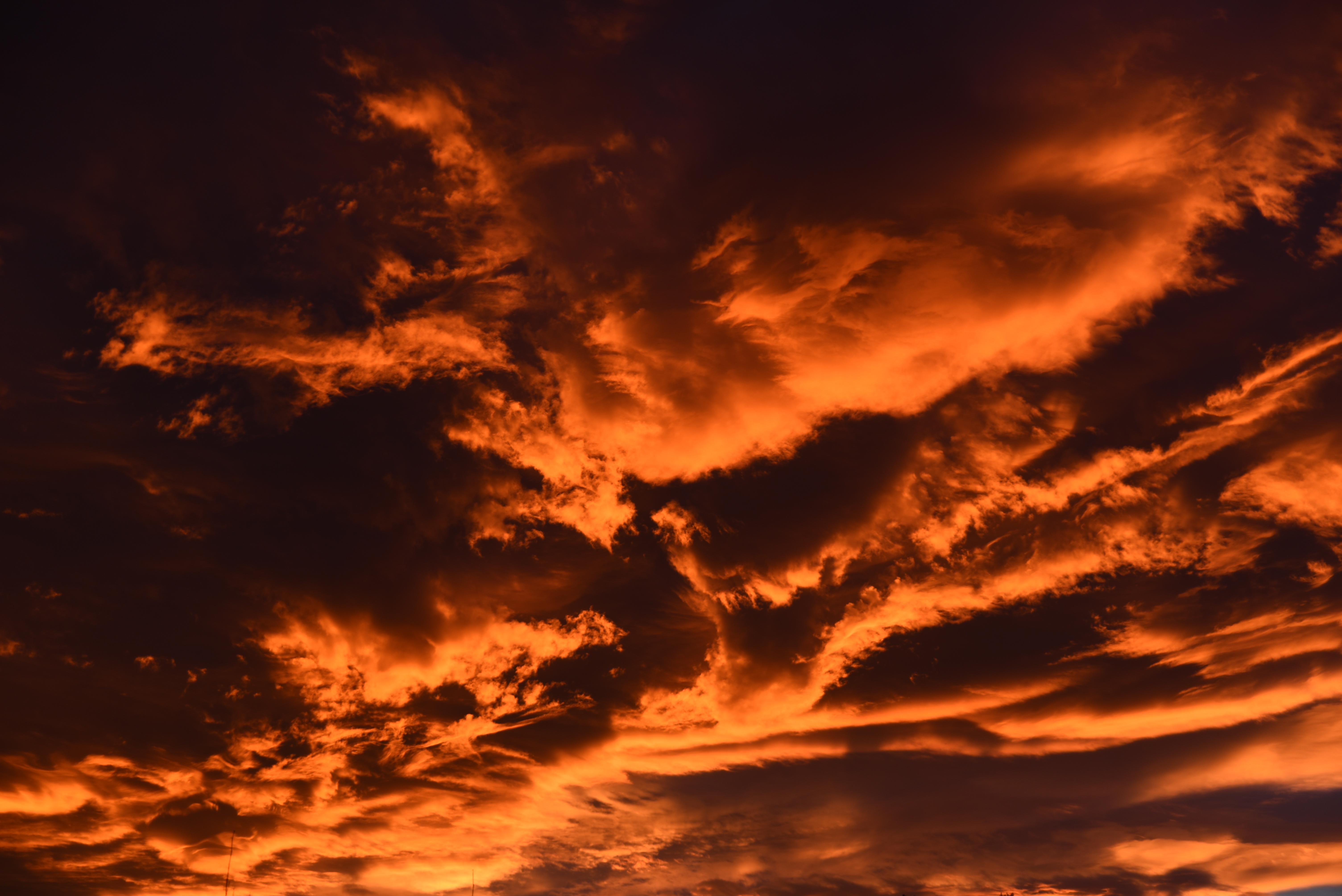
Bei Sonnenuntergang wird nur die Unterseite der Wolken rötlich beleuchtet. Die Oberseite liegt in deren Schatten.

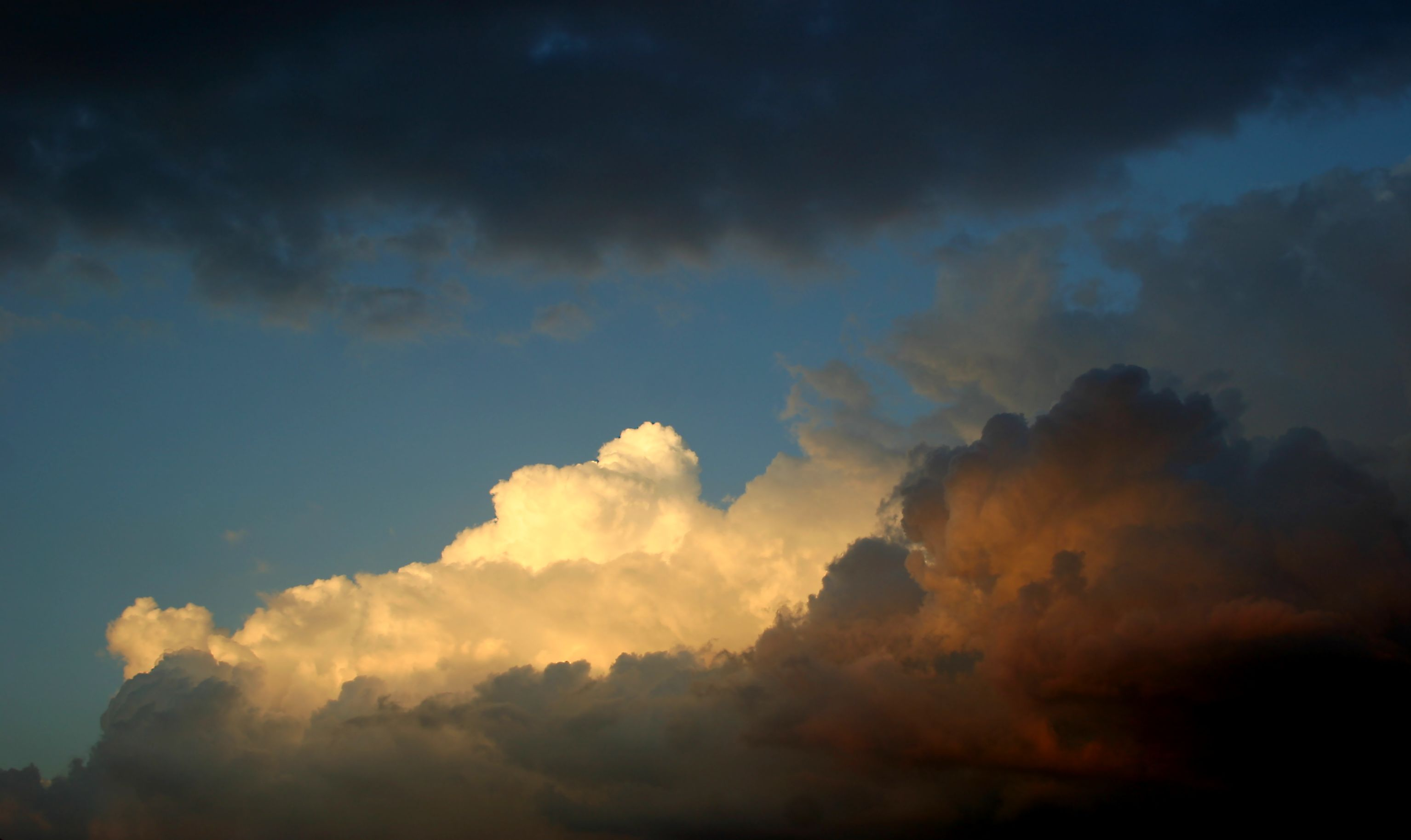
Nur höchste Teile der Wolken werden noch von der untergehenden Sonne angestrahlt.

Die Farbe einer Wolke hängt von der Wellenlänge des Lichtes ab, das die Wolke beleuchtet. Befindet sich Dunst oder Staub zwischen Beobachter und Wolke, so kann dadurch die Färbung der Wolke geringfügig verändert werden. Daher können zum Beispiel sehr entfernt liegende Wolken leicht gelb oder orange erscheinen.
- Bei genügend hohem Sonnenstand erscheinen die Wolken oder Teile davon in direktem Sonnenlicht weiß oder grau.
- Diejenigen Teile, die das Licht vorzugsweise vom blauen Himmel erhalten, haben ein blaugraues Erscheinungsbild.
- Bei Annäherung der Sonne an den Horizont, also bei Sonnenauf- und Sonnenuntergang, kann sich ihre Farbe von gelb über orange zu rot verändern, weil durch den sehr langen Weg des Lichtes durch die Erdatmosphäre ein Großteil der hochfrequenten Lichtanteile (blau) seitlich weggestreut wird (siehe Rayleigh-Streuung). Es bleibt überwiegend Licht mit langen Wellenlängen übrig und der Farbeindruck verschiebt sich stark in Richtung rot.

Die Wolkenfarben sind auch von der Höhe der Wolken sowie deren jeweiliger Stellung zum Beobachter und zur Sonne abhängig. Wenn die Sonne sich dicht ober- oder unterhalb des Horizonts befindet, so können die hohen Wolken durchaus noch fast weiß aussehen, während die mittelhohen Wolken eine kräftige Orange- bzw. Rotfärbung zeigen. Sehr niedrige, im Erdschattenbogen liegende Wolken sehen grau aus. Wolken erscheinen im gleichen Höhenniveau bei Blickrichtung gegen die Sonne weniger rot gefärbt als in der entgegengesetzten Richtung.
Nachts ist die Helligkeit der Wolken gewöhnlich zu gering, um Farben unterscheiden zu können, und alle wahrnehmbaren Wolken erscheinen dann schwarz bis grau, mit Ausnahme derjenigen, die vom Mond beleuchtet werden und ein weißliches Aussehen haben. Besondere Beleuchtungsverhältnisse, wie zum Beispiel Brände, Großstadtlichter oder Polarlicht, können manchmal auch nachts einigen Wolken eine mehr oder minder ausgeprägte Farbe verleihen.

## Klassifizierung

### Geschichte

Fotografie von Leo Wehrli, 1938

Vor Beginn des 19. Jahrhunderts nahm man an, Wolken seien zu vielgestaltig, komplex und vor allem kurzlebig, um sie begrifflich zu kategorisieren. Es war nicht üblich, ihnen Bezeichnungen zuzuweisen; man begnügte sich vielmehr, die Wolken rein subjektiv anhand von Form und Farbgebung zu beschreiben. Es gab zwar einige wenige Versuche, sie zur Wettervorhersage zu nutzen, doch beschränkte man sich meist auf den Grad ihrer Dunkelheit. Da jedoch die normierte Unterscheidung verschiedener Wolkentypen eine Voraussetzung zu ihrer Untersuchung, Beschreibung und damit dem Verständnis der Wolken ist, konnte man jenes durch eine lediglich grob beschreibende und zudem sehr uneinheitliche Herangehensweise gerade nicht erlangen. Eine wissenschaftliche Annäherung war ohne eine solche Basis kaum möglich. Daher wurden Wolken, wenn überhaupt, nur symbolisch gedeutet oder in der Kunst als ästhetisches Motiv wahrgenommen.
Der Wandel hin zur heutigen Wolkenklassifikation – und damit der wissenschaftlichen Zugänglichkeit der Wolken überhaupt – geht auf Luke Howard und seine Schrift On The Modification of Clouds aus dem Jahr 1802 zurück. Einen anderen Ansatz verfolgte Jean-Baptiste de Lamarck im gleichen Jahr, unabhängig von Howard und sogar etwas früher als er. Seine Veröffentlichung in der dritten Ausgabe der Annuaire Méteorologique fand jedoch keine Beachtung in der damaligen Fachwelt, sofern man schon von einer solchen sprechen kann.
In Anlehnung an die Taxonomie der Lebewesen durch Carl von Linné und im Gegensatz zu Lamarck verwendete Howard lateinische Bezeichnungen, die dem damaligen Status des Lateins als Sprache der Wissenschaften entsprechend weltweit eingesetzt werden konnten. Er teilte Wolken in die drei Grundformen Stratus (Schichtwolken), Cumulus (Haufenwolken) und Cirrus (Schleierwolken) ein. Zusätzlich differenzierte er die zwei Zwischenformen Cirrostratus und Cirrocumulus sowie die zwei zusammengesetzten Formen Cumulustratus und Cumulo-cirro-stratus bzw. Nimbus (Regenwolken). Die Gattung Cumulustratus wurde 1840 mit Zustimmung von Howard durch Ludwig Friedrich Kämtz in Stratocumulus umbenannt, 1855 ergänzte Émilien Renou die zwei Gattungen Altocumulus und Altostratus.

### Internationales System
Nach der heute offiziellen Klassifizierung der World Meteorological Organization, festgehalten im Internationalen Wolkenatlas, werden Wolken nach der Höhe ihrer Untergrenze in vier Wolkenfamilien eingeteilt – hohe, mittelhohe, niedrige und solche, die sich über mehrere Stockwerke erstrecken (vertikale Wolken). Diese vier Familien umfassen 10 Gattungen, die mit ihren 14 Arttypen (mit Kombinationen 27 Arten), 9 Unterarttypen und 9 Sonderformen/Begleitwolken in einer Übersicht dargestellt sind. Eine Wolke kann dabei die Merkmale von einer Art und mehreren Unterarten besitzen.
Von zentraler Bedeutung ist, dass es sich bei den Wolken um eine Klassifikation nach dem Erscheinungsbild handelt. Dies steht im Gegensatz zu den in den Naturwissenschaften üblicherweise an Herkunft, Entstehung oder Verwandtschaft orientierten (genetischen) Klassifikationssystemen. Wie eine Wolke zu einem bestimmten Erscheinungsbild gekommen ist, spielt für deren Namensgebung folglich keine Rolle, auch wenn viele Erscheinungsbilder auf ihre Entstehungsumstände hin gedeutet werden können.
Die Höhenlagen der Wolkenstockwerke variieren mit der geographischen Breite, da die unterste Schicht der Atmosphäre – die Troposphäre – am Äquator rund doppelt so hoch reicht wie an den Polen. Im Winter sind die Wolkenstockwerke aufgrund der niedrigeren Temperatur und damit höheren Luftdichte niedriger als im Sommer. Die Höhen orientieren sich an der Lage der Tropopause, die örtlich wie zeitlich variabel ist und nicht gleichförmig von den Polen zum Äquator ansteigt. Die folgenden Höhenangaben stellen daher nur Orientierungswerte dar.
Wolken werden verschieden benannt, zum Beispiel der Cirrus und die Cirruswolke bzw. die Cirren und die Cirruswolken.
Häufig sind mehrere Wolkenformen gleichzeitig vorhanden, die sich gegenseitig überdecken können.

#### Übersicht
Die folgende Darstellung ist stark an den Internationalen Wolkenatlas (S. 6) angelehnt. Die Buchstaben der jeweiligen Abkürzungen sind deutlich hervorgehoben und werden bei der Benennung kombiniert, zum Beispiel Ci fib für Cirrus fibratus. Deutsche Entsprechungen bzw. Beschreibungen der lateinischen Gattungsbezeichnungen sind in Klammern gesetzt. Zu beachten ist, dass die Einteilung der Cumulus-Wolkengattung in die Wolkenfamilien nicht einheitlich gehandhabt wird. Dies liegt darin begründet, dass man die Wolkenarten Cumulus humilis und Cumulus mediocris eher den tiefen Wolken zurechnen kann, während Cumulus congestus eher zu den vertikalen Wolken gehört. Ein ähnliches Bild zeigt sich bei Nimbostratus. Diese werden hier bei den vertikalen Wolken eingeordnet, können aber auch zu den mittelhohen Wolken gezählt werden.
| Gattungen                                                    | Arten                                          | Unterarten                                                             | Sonderformen, Begleitwolken                                    | Mutterwolken (Genitus)                                     | Beispiel       |
| ------------------------------------------------------------ | ---------------------------------------------- | ---------------------------------------------------------------------- | -------------------------------------------------------------- | ---------------------------------------------------------- | -------------- |
| Cirrus (Ci) (Federwolke) meist nicht konvektiv               | fibratus uncinus spissatus castellanus floccus | intortus radiatus vertebratus duplicatus                               | mamma                                                          | Cirrocumulus Altocumulus Cumulonimbus                      | weitere Bilder |
| Cirrocumulus (Cc) (kleine Schäfchenwolke) begrenzt konvektiv | stratiformis lenticularis castellanus floccus  | undulatus lacunosus                                                    | virga mamma                                                    |                                                            | weitere Bilder |
| Cirrostratus (Cs) (hohe Schleierwolke) nicht konvektiv       | fibratus nebulosus                             | duplicatus undulatus                                                   |                                                                | Cirrocumulus Cumulonimbus                                  | weitere Bilder |
| Altocumulus (Ac) (große Schäfchenwolke) begrenzt konvektiv   | stratiformis lenticularis castellanus floccus  | perlucidus translucidus opacus duplicatus undulatus radiatus lacunosus | virga mamma                                                    | Cumulus Cumulonimbus                                       | weitere Bilder |
| Altostratus (As) (mittelhohe Schichtwolke) nicht konvektiv   |                                                | translucidus opacus duplicatus undulatus radiatus                      | virga praecipitatio pannus mamma                               | Altocumulus Cumulonimbus                                   | weitere Bilder |
| Stratocumulus (Sc) (Haufenschichtwolke) begrenzt konvektiv   | stratiformis lenticularis castellanus          | perlucidus translucidus opacus duplicatus undulatus radiatus lacunosus | mamma virga praecipitatio                                      | Altostratus Nimbostratus Cumulus Cumulonimbus              | weitere Bilder |
| Stratus (St) (tiefe Schichtwolken) nicht konvektiv           | nebulosus fractus                              | opacus translucidus undulatus                                          | praecipitatio                                                  | Nimbostratus Cumulus Cumulonimbus                          | weitere Bilder |
| Cumulus (Cu) (Haufenwolken) frei konvektiv                   | humilis mediocris congestus fractus            | radiatus                                                               | pileus velum virga praecipitatio arcus pannus tuba             | Altocumulus Stratocumulus                                  | weitere Bilder |
| Nimbostratus (Ns) (Regenwolken) nicht konvektiv              |                                                |                                                                        | praecipitatio virga pannus                                     | Cumulus Cumulonimbus                                       | weitere Bilder |
| Cumulonimbus (Cb) (Gewitterwolken) stark konvektiv           | calvus capillatus                              |                                                                        | praecipitatio virga pannus incus mamma pileus velum arcus tuba | Altocumulus Altostratus Nimbostratus Stratocumulus Cumulus | weitere Bilder |

#### Gattungen
Die Gattungen sind die zehn Hauptgruppen der Wolken. Sie geben an, in welcher Höhe sich die Wolken befinden, und ob sie labil oder stabil geschichtet sind.
Bei einer stabilen Atmosphärenschichtung sind die (Schicht-)Wolken meist konturlos, wenn die Luftfeuchtigkeit hoch genug ist, sonst zerrissen bis gar nicht vorhanden. Eine labile Schichtung, bei der es zu Aufwinden kommt, führt zu Quellwolken wie dem Cumulus oder dem Cumulonimbus. Die Gattungsnamen werden mit zwei Buchstaben abgekürzt, wobei der erste Buchstabe großgeschrieben wird.

#### Arten
Mit der Angabe der Art werden Wolkengattungen weiter nach ihrem inneren Aufbau und ihrer Gestalt unterteilt. Arten sind nicht kombinierbar; eine Wolke kann nur die Eigenschaften einer Art zur selben Zeit aufweisen (Nicht möglich wäre etwa Cumulus congestus humilis). Anders als in der Biologie wird außerdem der Begriff Art nicht für die gesamte Benennung der Wolke verwendet (Cumulus congestus), sondern nur für den Artennamen (congestus).
Die meisten Arten können bei mehreren Wolkengattungen beobachtet werden, so etwa die Art stratiformis, die bei Cirro-, Alto- und Stratocumulus auftritt. Andere wie congestus oder humilis gelten zum Beispiel nur für Cumuluswolken.
Arten werden mit drei kleinen Buchstaben abgekürzt: str, con etc.

#### Unterarten
Die Unterarten dienen zur Beschreibung der Anordnung und der Lichtdurchlässigkeit von Wolken und werden mit zwei Buchstaben abgekürzt. Eine Wolke kann im Gegensatz zu den Arten die Eigenschaften von mehreren Unterarten aufweisen, denn die Unterarten schließen sich generell gegenseitig nicht aus. Die einzige Ausnahme bilden opacus (lichtundurchlässige Wolkenschicht) und translucidus (ziemlich durchsichtige Wolkenschicht).
Auch die meisten Unterarten können bei mehreren Gattungen auftreten, ein Beispiel dafür ist die Unterart opacus, mit der Altocumulus, Altostratus, Stratocumulus und Stratus genauer beschrieben werden können.
Beispiele für spezielle Anordnungen der Wolken sind der in Wellenform angeordnete Altocumulus undulatus oder die an ein Fischskelett erinnernde Cirrus vertebratus.

#### Sonderformen und Begleitwolken
Sonderformen und Begleitwolken müssen nicht zwingend mit der Hauptmasse der Wolke zusammenhängen, insbesondere die Begleitwolken sind meist davon getrennt. Zum Beispiel ist Cumulonimbus mamma (Cb mam) ein Cumulonimbus mit Quellungen „nach unten“ und Cumulus pannus (Cu pan) eine Cumulus-Wolke mit zerfetzten Wolkenteilen. Die Sonderformen und Begleitwolken werden – wie die Arten – mit drei Buchstaben abgekürzt.

#### Mutterwolken
Die Mutterwolke dient zur Angabe, aus welcher Gattung sich eine neue Wolkenform gebildet hat. Dazu wird an den Gattungsnamen der Mutterwolke „genitus“ angehängt. Abgekürzt werden sie, indem man zur Gattungsabkürzung „gen“ anhängt. Ausgeschrieben ersetzt man die Endung „-us“ durch ein „o“ und hängt noch ein „genitus“ an. Ein typisches Beispiel ist der Cirrus cumulonimbogenitus (Ci cbgen), ein Cirrus, der sich aus dem Amboss einer Cb-Wolke entwickelt hat.

### Genetische Klassifikation
Neben der Internationalen Klassifikation, die sich an der Wolkenhöhe orientiert, existiert auch eine genetische Klassifikation, die sich nach der Entstehung der Wolken richtet. Sie geht auf Stüve zurück, der sie 1926 veröffentlichte.

## Gesonderte Wolkenformen

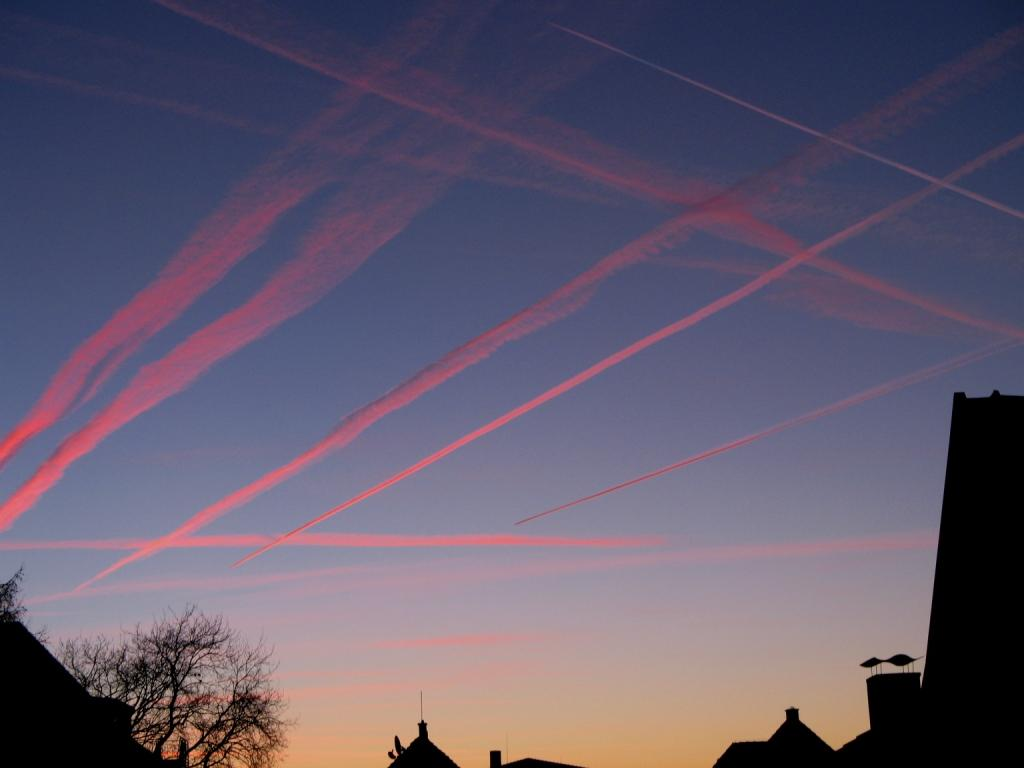
Kondensstreifen

Neben den in der Klassifikation enthaltenen Wolken gibt es noch eine Vielzahl anderer Typen, die aus bestimmten Gründen einen eigenen Namen erhalten haben. Dabei handelt es sich zum Beispiel um die für die Tornadoentstehung sehr wichtigen Mauerwolken und die künstlichen Kondensstreifen der Flugzeuge (Cirrus homogenitus). Hierzu gehört auch die Bannerwolke, ein nicht vollständig geklärtes Phänomen, das an Gipfeln und Graten auftritt.

## Wetterbeobachtung
Wolken besitzen wie gezeigt eine hohe Eigendynamik und reagieren sehr schnell auf die Bedingungen in ihrer Umgebung. Dabei ist es möglich, zwischen den beobachtbaren Eigenschaften der Wolken und den Eigenschaften, die diese bedingen, eine Verknüpfung herzustellen.
Die Ausbreitung der Wolken mit der Höhe ist ein wichtiger Faktor zur Einschätzung konvektiver Prozesse in der Atmosphäre. So ist es über sie in vielen Fällen möglich, die Schichtungsstabilität der Erdatmosphäre zu ermitteln. Bewegungen der Wolken geben Auskunft über die Windverhältnisse in der entsprechenden Höhe.

### Frontpassage

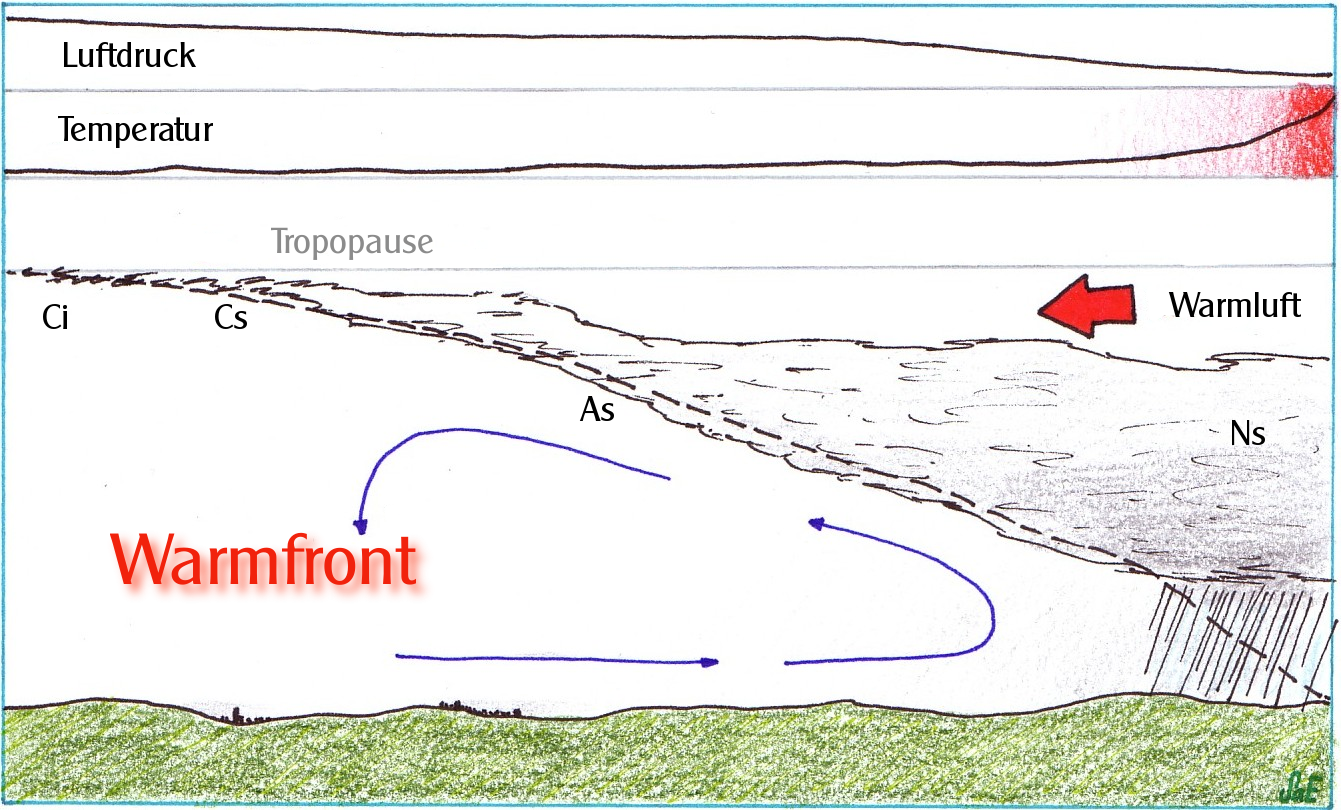
Wolkenbildung bei einer Warmfront

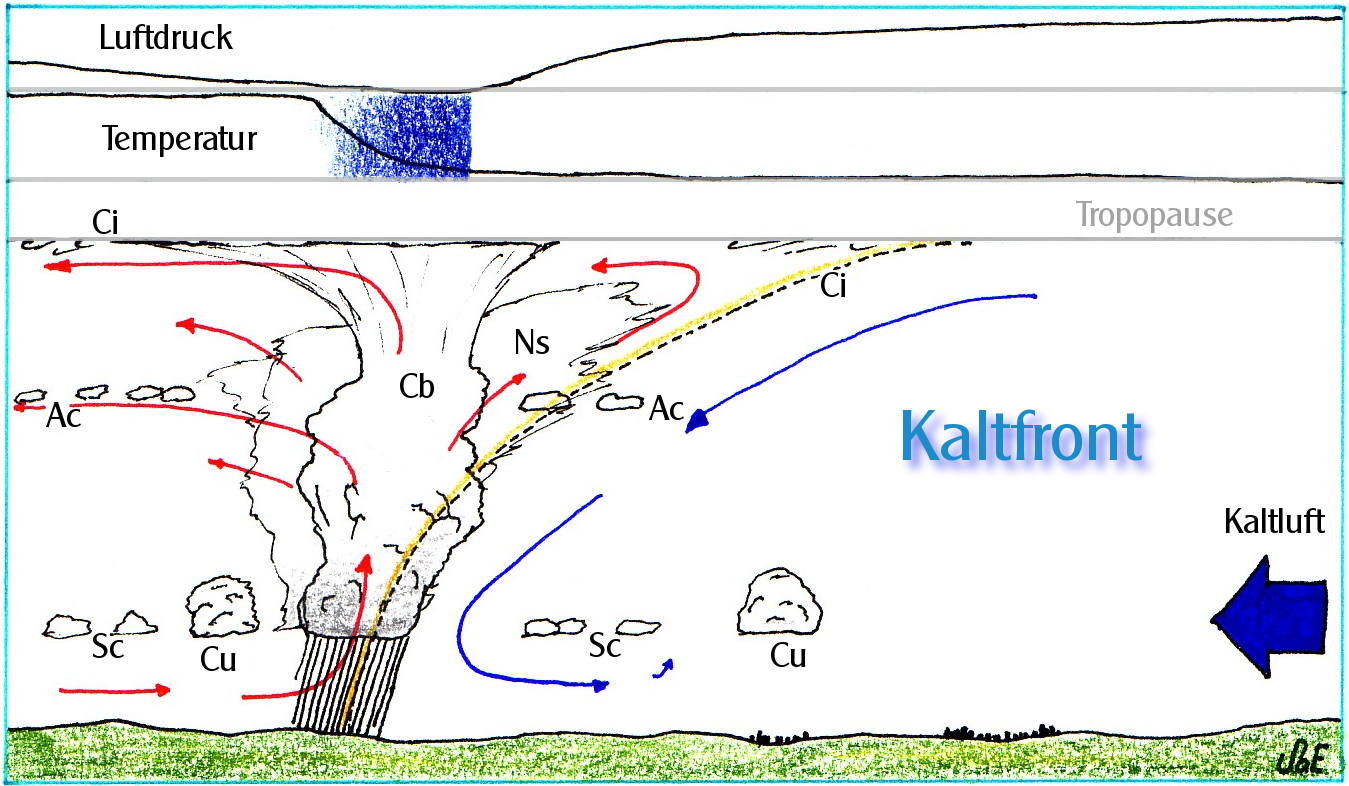
Wolkenbildung bei einer Kaltfront

Von wenigen Ausnahmen abgesehen, treten an Fronten immer auch Wolken auf. Beim Durchzug einer Front kann man daher meist eine sehr charakteristische Abfolge von Wolkenarten beobachten.
Eine langsam heranziehende Warmfront, an der die Warmluft auf die vor ihr liegende Kaltluft großflächig aufgleitet, macht sich zunächst mit Cirrus oder Cirrostratus bemerkbar. Später folgt Altostratus nach. Schließlich erreicht Nimbostratus mit anhaltendem Regen den Beobachter. Nach Durchzug der Warmfront lockert im Warmsektor die Bewölkung auf, das Wetter bessert sich und es wird merklich wärmer. Manchmal, vor allem im Winter oder an den Küsten, kann der Warmsektor auch mit tiefhängendem Stratus angefüllt sein, aus dem leichter Regen oder Sprühregen fällt.
Die Kaltfront zieht meist schneller als die Warmfront, weil sich die schwerere Kaltluft unter die Warmluft schiebt und sie verdrängt. Als Beobachter bemerkt man zunächst eine erhöhte Bildung von Cumulus. Diese können sich schon im Warmsektor zu einzelnen großen Cumulonimbuswolken verstärken, die Schauer oder Gewitter bringen. Die Kaltfront selber besteht häufig aus einer langen Kette von häufig sehr intensiven Cumulonimbus-Wolken. Es gibt aber auch schwächer ausgeprägte Kaltfronten, an denen dann eher Stratocumulus oder Cumulus vorherrschen. Nach dem Durchzug der Front reißt der Himmel rasch auf, denn die postfrontale Aufheiterungszone sorgt für eine vorübergehende Auflösung der Wolken. Anschließend kommt die hochreichende Kaltluft heran, in der zahlreiche Cumuluswolken oder Cumulonimbuswolken mit wiederholten Schauern und einzelnen Gewittern vorherrschen.

### Gewitter und Stürme

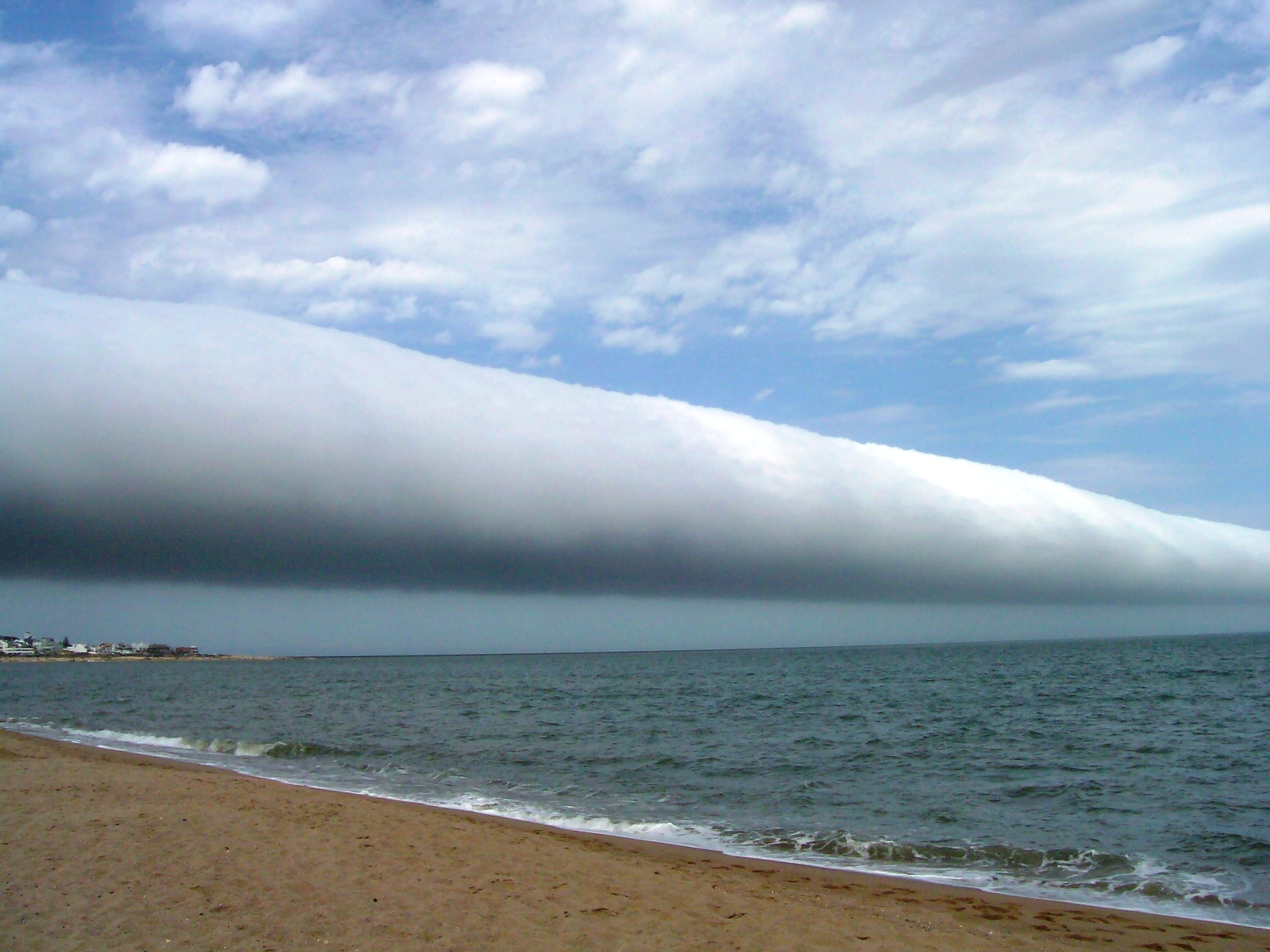
Eine Roll Cloud in Uruguay

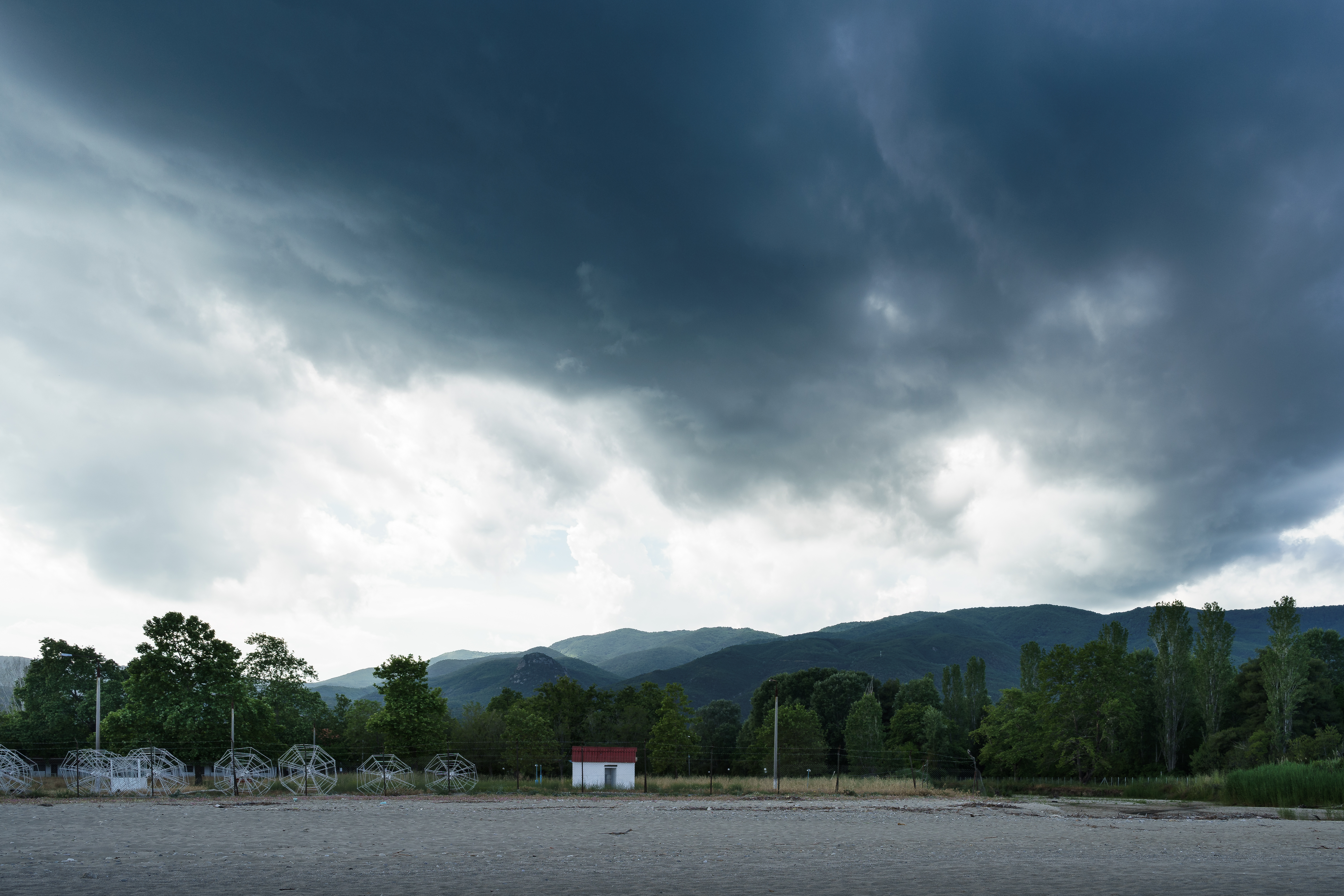
Eine Shelf Cloud in Griechenland

Gewitter und Stürme sind häufig zusammen mit den charakteristischen Cumulonimbuswolken zu beobachten, treten in der Regel schnell auf und verschwinden schnell wieder. Sofern sie nicht in Verbindung mit Fronten auftreten, klart der Himmel sehr schnell auf.
In einigen Fällen sind die Wolken absolut isoliert, das heißt, sie bilden einen einzelnen Block am ansonsten heiteren Himmel. Daher sind Gewitter vor allem im Gebirge tückisch. Sie können lokal innerhalb einer Stunde auftauchen, abregnen und weiterziehen.
Extrem große Cumulonimbuswolken, so genannte Superzellen, sind aufgrund der Ausdehnung mit dem Auge kaum von Nimbostratus oder einer Front zu unterscheiden, außer wenn man sie aus größerer Entfernung betrachten kann. Sie können Wirbelstürme mit sich bringen und bestimmen das Wettergeschehen viel länger als normale Gewitter. Auch das Auftreten von Böenfronten mit Roll- oder Shelf clouds ist bei ihnen möglich.

### Wolkenverschlüsselung
Die Codes CL, CM und CH dienen dazu, den Himmelszustand anzugeben. Der Vorteil gegenüber der einfachen – und genaueren – Bezeichnung von Wolken ist, dass nicht jede Wolkenart aufgezählt werden muss, sondern für je ein Stockwerk die Gesamtbewölkung mit einer Ziffer angegeben werden kann. Aus ihr kann auch die Wetterlage bestimmt werden.
Die Verschlüsselung erfolgt in der Form:
CW = x
Dabei bedeutet:
| C     | „Cloud“                  | Wolke                                      |
| L M H | „low“ „middle“ „high“    | tiefe Wolken mittelhohe Wolken hohe Wolken |
| x     | Ziffer von Null bis Neun |                                            |

Ist der Himmelszustand wegen schlechter Lichtverhältnisse, Nebel, Staub, Sand oder Ähnlichem nicht sichtbar, kennzeichnet man dies statt mit einer Zahl mit einem Schrägstrich. Für W trägt man die jeweilige Wolkenhöhe ein.
Können die Wolken nicht eindeutig einer Ziffer zugeordnet werden, so wird jene gewählt, die am besten zutrifft, das heißt, die Gruppe, die den größten Teil des Himmels bedeckt. Zusätzlich gibt es noch eine so genannte Vorrangregel, die in Fällen, angewendet werden muss, wenn das Himmelsbild nicht eindeutig ist. Vorrangig sind immer die Wolken, die für die Luftfahrt und/oder Synoptik am wichtigsten sind (siehe etwa Hauptwolkenuntergrenze).

#### Verschlüsselung der CL-Wolken
Zu den tiefen Wolken gehören die Wolkengattungen Stratus, Stratocumulus, Cumulus und Cumulonimbus.
| Verschlüsselung | Symbol | Beschreibung | Beispiel |
| --------------- | ------ | --- | -------- |
| CL=0            |        | Keine tiefen (bzw. CL-)Wolken vorhanden. |          |
| CL=1            |        | Cumulus humilis und/oder Cumulus fractus vorhanden. Keine Schlechtwetterwolken. Zu den Wolken, die vom Code CL=1 umfasst werden, zählen Cumuli, die sich im Entwicklungsstadium oder in einem Endstadium der Auflösung befinden, so dass sie noch kleine vertikale Ausmaße haben. Bei den vollständig entwickelten Cumuli sind es solche ohne Blumenkohlform und mit kleiner vertikaler Ausdehnung (Cumulus humilis) oder vom Wind zerzauste (Cumulus fractus). |          |
| CL=2            |        | Cumulus mediocris oder Cumulus congestus, eventuell mit Cumulus fractus, Cumulus humilis oder Stratocumulus. Untergrenzen in gleicher Höhe. Zu diesem Code gehören Cumuli mit starker vertikaler Ausdehnung, die blumenkohlähnliche Form besitzen. Zum Teil können sie auch türmchenartige Auszeichnungen zeigen. Sie entstehen bei starkem Wind mit einer unregelmäßigen Unterseite und können zerfetzt sein, oder an Tagen mit Gewitterneigung und somit starker Konvektion. Dann ist die Unterseite scharf ausgeprägt. Bei größeren Cumuluswolken kann vereinzelt auch ein wenig Regen fallen. Zusätzlich zu den oben genannten Wolken können auch CL=1-Wolken oder Sc auftreten. |          |
| CL=3            |        | Cumulonimbus calvus, evtl. auch Cumulus, Stratocumulus, Stratus Hierzu gehört der Cumulonimbus calvus, also ein Cumulonimbus ohne Amboss und ohne deutlich faserig bzw. streifig aussehende Teile. Es können auch Wolken von CL=1 und CL=2 und außerdem St vorkommen. Für eine genauere Beschreibung der Art calvus siehe hier. |          |
| CL=4            |        | Stratocumulus cumulogenitus sind Stratocumulus-Wolken, die aus Cumuluswolken entstanden sind. Das geschieht, wenn die aufströmende Luft eine thermisch stabile Schicht erreicht. Sie wird nun abgebremst und breitet sich aus, es bildet sich eine zusammenhängende Stratocumulus-Schicht. Vereinzelt kann die aufsteigende Luft so stark sein, dass die stabile Schicht durchbrochen wird und sich zwischen den Sc-Wolken einzelne Cumuli hervorheben. |          |
| CL=5            |        | Stratocumulus, der jedoch keine Mutterwolke hat (das heißt nicht aus Cumuli entstanden ist). Er weist an der Unterseite fast immer dunkle Stellen auf. Bei stärkeren Winden kann er teilweise zerrissen aussehen. |          |
| CL=6            |        | Stratus nebulosus und/oder Stratus fractus. Keine Schlechtwetterwolken. Zu diesem Code gehören der graue, regelmäßig aussehende Stratus (nebulosus) und Stratus im Übergangsstadium, also entweder sich bildender oder sich auflösender Stratus (Stratus fractus). |          |
| CL=7            |        | Stratus fractus oder Cumulus fractus und/oder Cumulus pannus, meist unterhalb von Altocumulus, Nimbostratus oder Cumulonimbus. Schlechtwetterwolken. Das sind zerfetzte Wolkenteile, die im Gegensatz zu den CL=6-Wolken immer unter einer anderen Wolke vorkommen. Sie erscheinen in einem dunkleren Grau als die Wolken darüber und können ihre Gestalt schnell verändern. Meist fällt aus den darüberliegenden Wolken gleichzeitig Niederschlag. |          |
| CL=8            |        | Cumulus und Stratocumulus (nicht cugen) mit Untergrenzen in verschiedenen Höhen. Stratocumuluswolken (nicht aus Cumulus entstanden), die von darunterliegenden Cumuluswolken durchstoßen werden oder mit Cumuli, die sich oberhalb der Stratocumulus-Schicht befinden. Die Cumuluswolken breiten sich dabei nicht zu Stratocumulus aus, d. h., es entstehen keine CL=4-Wolken. |          |
| CL=9            |        | Cumulonimbus capillatus, evtl. mit Cumulonimbus calvus, Cumulus, Stratocumulus oder Stratus. Es ist mindestens ein Cumulonimbus capillatus sichtbar, also ein Cumulonimbus mit Amboss. Falls sich ein Cumulonimbus direkt über dem Beobachtungsstandort befindet und somit nicht eindeutig zwischen CL=3 und CL=9 unterschieden werden kann, oder der Amboss durch andere Wolken verdeckt wird, beschreibt man im Zweifelsfall die Bewölkung mit CL=9. Gewitter sind übrigens immer ein Hinweis auf den Cumulonimbus capillatus. Zudem können noch Wolken aus CL=3 sichtbar sein; die CL=9-Wolken entstehen ja auch aus der Bewölkung von CL=3.                                      |          |

#### Verschlüsselung der CM-Wolken
Zu den mittleren Wolken gehören die Wolkengattungen Altocumulus, Altostratus und Nimbostratus.
| Verschlüsselung | Symbol | Beschreibung | Beispiel |
| --------------- | ------ | --- | -------- |
| CM = 1          |        | Altostratus translucidus. Durchscheinender Altostratus, durch den der Sonnen- bzw. Mondstand sichtbar ist. Er entsteht meistens bei einer Warmfront, wenn der Cirrostratus dicker wird. |          |
| CM = 2          |        | Altostratus opacus oder Nimbostratus. Zu diesem Code gehören sehr dichter Altostratus (As opacus), der die Sonne bzw. den Mond zum größten Teil verdeckt, und der Nimbostratus. Letzterer verdeckt die Sonne überall und hat ein dichteres, dunkleres und eher nasses Aussehen. Außerdem liegt er eher tiefer als der Altostratus. |          |
| CM = 3          |        | Altocumulus translucidus auf gleicher Höhe. Altocumulusdecke oder -Feld, das sich nicht über den Himmel bewegt. Die Sonne ist, falls sie verdeckt wird, als heller diffuser Fleck sichtbar, die Wolken sind größtenteils durchscheinend. Sie verändern sich selbst nur sehr wenig. |          |
| CM = 4          |        | Altocumulus (lenticularis) translucidus auf verschiedenen Höhen. Am Himmel sind zum größten Teil durchscheinende Altocumuli-Bänke sichtbar (Altocumulus translucidus), die häufig Linsen- oder Mandelform haben (lenticularis). Sie können sich in verschiedenen Höhen befinden. Der Grund für ihr Durchscheinen ist, dass sie sich oft auflösen und wieder neu bilden. Gewöhnlicherweise entstehen solche Wolken in eher hügeligen oder gebirgigen Gegenden, siehe dazu auch den Artikel über lenticularis. |          |
| CM = 5          |        | Altocumulus (stratiformis) perlucidus / translucidus radiatus (undulatus) oder opacus Hierzu gehören Altocumuluswolken, die von einer Richtung her – im deutschsprachigen Raum meist von Westen – aufziehen und einen immer größeren Teil des Himmels bedecken. In die Richtung, aus der sie kommen, ist der Himmel bis zum Horizont verdeckt, wo auch die Wolkenschicht am dichtesten ist. Am vorderen Teil lösen sich die Wolken oft schon ein wenig auf, es können dann wellenförmige Wolken (undulatus) auftreten, evtl. mit Lücken dazwischen (perlucidus) und in parallelen Bändern angeordnet (radiatus). Der hintere Teil kann aus mehreren übereinanderliegenden Schichten bestehen, die jedoch ziemlich zusammenhängend sind. Falls die Wolken die andere Seite des Horizontes berühren, gehören sie nicht mehr zum Code CM = 5. |          |
| CM = 6          |        | Altocumulus cumulogenitus oder Altocumulus cumulonimbogenitus Dieser Code ist vergleichbar mit dem CL = 4. Der Altocumulus entsteht entweder durch Cumuli, deren Gipfel eine thermisch stabile Schicht erreichen und sich zur Seite ausbreiten, oder tritt beim Cumulonimbus auf. |          |
| CM = 7          |        | Altocumulus (duplicatus) opacus / translucidus, evtl. mit Altostratus oder Nimbostratus Diese Wolken bewegen sich – im Gegensatz zur Bewölkung von CM = 5 – nicht groß über den Himmel. Es kann eine einzige Altocumulusschicht vorhanden sein oder mehrere übereinander (duplicatus), und die einzelnen Wolken verändern sich nur wenig. Die Wolkenschicht(en) sind entweder durchscheinend oder größtenteils dunkel. Gleichzeitig kann Altostratus- oder Nimbostratusbewölkung vorkommen. |          |
| CM = 8          |        | Altocumulus castellanus oder Altocumulus floccus Aufquellende Altocumuluswolken. Sehr gut sichtbar ist das bei der Art castellanus; aus einer Wolke bilden sich normalerweise mehrere Türmchen, die man oft in einer Reihe beobachten kann. Der Altocumulus floccus sieht ähnlich aus wie Cumulus fractus, jedoch sind die einzelnen Wolken kleiner und oben rundlich und leicht aufgequollen. Außerdem kann Virga-Bildung auftreten (Fallstreifen). |          |
| CM = 9          |        | Chaotischer Himmel mit Altocumulus in verschiedenen Höhen Viel mehr gibt es dazu nicht zu sagen. Dieser Code wird dann angewendet, wenn alle anderen Codes nicht oder gleichzeitig zutreffen – oft treten hier sehr viele verschiedene Wolkengattungen gleichzeitig auf, auch von den Codes CL und CH. |          |

#### Verschlüsselung der CH-Wolken
Zu den hohen Wolken gehören die Gattungen Cirrus, Cirrostratus und Cirrocumulus.
| Verschlüsselung | Symbol | Beschreibung | Beispiel |
| --------------- | ------ | --- | -------- |

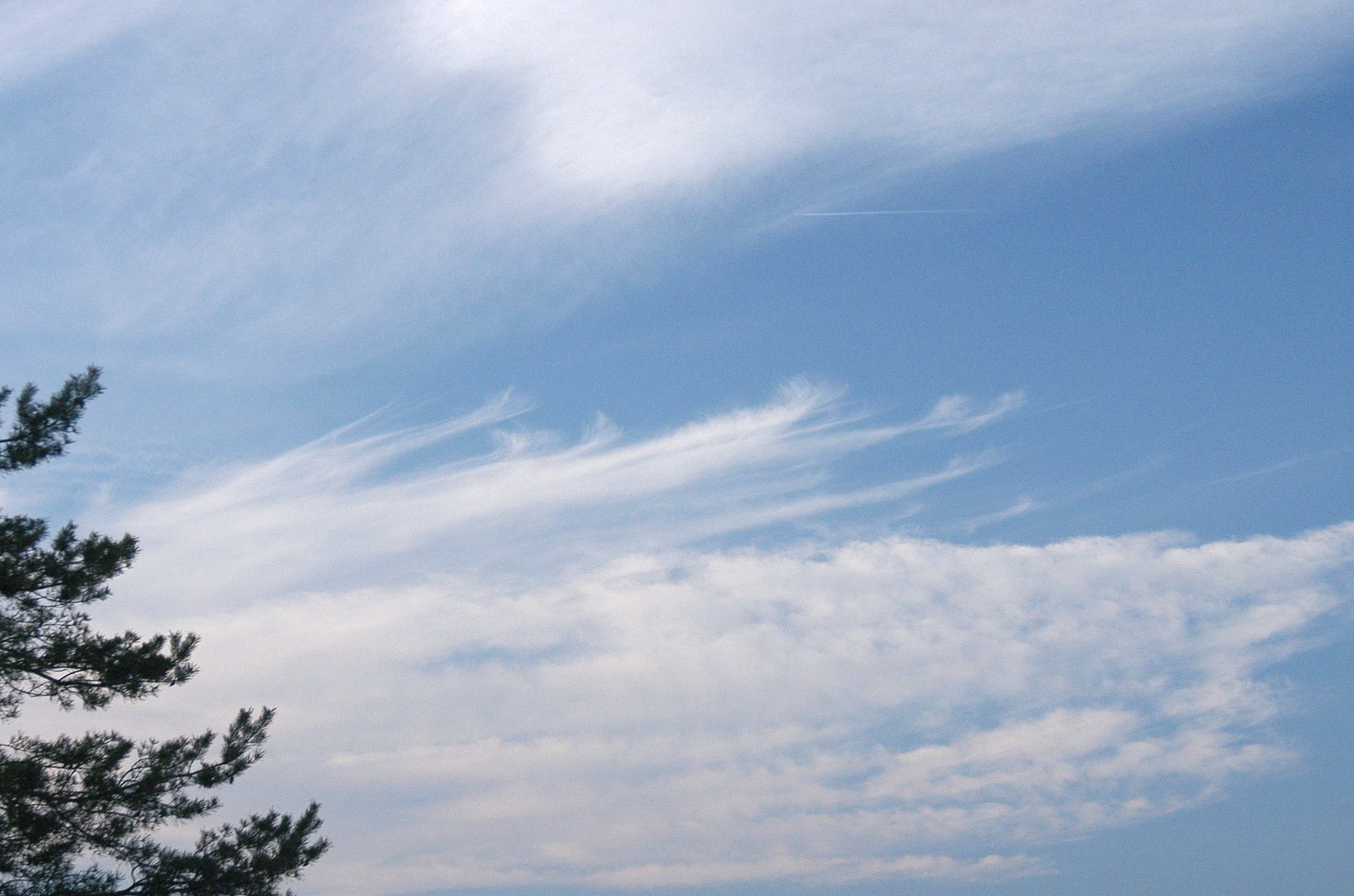
Alle drei Wolkengattungen: Ci, Cc, Cs

| CH = 1          |        | Vor allem Cirrus fibratus und evtl. Cirrus uncinus Ist der größere Teil der hohen Wolken Cirrus fibratus oder Cirrus uncinus und die Wolken verdichten sich nicht noch überziehen sie den Himmel, trifft der Code 1 zu. Dies ist meist eine ruhige Wetterlage, auch weil nicht viele Wolken dazwischen sind und einem die Sicht verdecken – sonst wäre es CH = /. |          |
| CH = 2          |        | Cirrus spissatus, castellanus oder floccus, nicht cumulonimbogenitus Auch zu diesem Code gehören nur Cirruswolken, aber bei etwas turbulenterer Atmosphäre. So ist auch der Cirrus castellanus inbegriffen, der durch Aufwinde kleine Türmchen bekommen kann. Die Schichten können stellenweise ziemlich dicht werden (spissatus), so dass sie einer aus einer Cumulonimbuswolken entstandenen Cirrusschicht ähnlich sein können (cbgen), sich aber anders gebildet haben. Die Wolken können zusammen mit denen von CH = 1 vorkommen, bestehen aber in größerer Anzahl. |          |
| CH = 3          |        | Cirrus spissatus cumulonimbogenitus. Wenn mindestens eine dichte Cirruswolke (spissatus) aus einem Cumulonimbus entstanden ist (cbgen), wird dieser Code angewendet. Es können gleichzeitig noch andere Wolken vorkommen. Da sie die Überreste eines Ambosses sind, sind sie häufig so dicht, dass sie die Sonne ganz verdecken können, und haben ausgefranste Ränder, wie man sie auch beim Amboss sieht. Im früheren Stadium der Auflösung kann man noch die Form erkennen.                                                                                           |          |
| CH = 4          |        | Dichter werdende Cirrus uncinus und/oder fibratus. Diese Wolkendecke überzieht nach und nach den ganzen Himmel, während sie dichter wird. Dabei ist der Horizont in der Richtung, aus der die faden- oder hakenförmigen Wolkenbüschel kommen, bis ganz nach unten bedeckt. |          |
| CH = 5          |        | Cirrostratus und evtl. Cirrus (radiatus) unter 45° und dichter werdend. Zu den Wolken CH = 4 kommt nun auch Cirrostratus. Der Himmel ist noch nicht über 45° über dem Horizont bedeckt, wird es aber bald sein, denn die Wolkenschicht verdichtet sich und überzieht langsam den Himmel. Der Cirrus kann in zwei parallelen Bändern vorkommen (radiatus), die sich wegen der Perspektivwirkung in einem Punkte zu schneiden scheinen. |          |
| CH = 6          |        | Cirrostratus und evtl. Cirrus (radiatus) über 45° und dichter werdend Diese Schlüsselziffer folgt dem Code CH = 5. Das Einzige, was sich gegenüber der oberen geändert hat, ist die Bedeckung: Der Himmel ist noch nicht vollständig bedeckt, die Wolkenschicht hat die 45°-Grenze über dem Horizont jedoch schon überschritten. |          |
| CH = 7          |        | Cirrostratus, den ganzen Himmel bedeckend, evtl. mit Cirrus und Cirrocumulus Dieser Code trifft zu, wenn der ganze Himmel von Cirrostratus bedeckt ist. Er kann so dünn sein, dass nur das Halo ihn verrät. Es können gleichzeitig Cirrus oder Cirrocumulus vorkommen. |          |
| CH = 8          |        | Cirrostratus, nicht den ganzen Himmel bedeckend, evtl. mit Cirrus und Cirrocumulus Der Cirrostratus bedeckt – im Gegensatz zu CH = 7 – nicht oder nicht mehr den ganzen Himmel und überzieht ihn auch nicht fortschreitend. Auch hier können nebenbei Cirrus und Cirrocumulus vorkommen. |          |
| CH = 9          |        | Cirrocumulus (undulatus), evtl. mit Cirrus und Cirrostratus. Der größte Teil der hohen Wolken sind Cirrocumulus, die dabei oft in Wellenform angeordnet sind (undulatus). |          |

## Bedeckungsgrad
Der Wolken-Bedeckungsgrad wird in der Meteorologie häufig in Achteln des Himmels angegeben, den Octa von 0 bis 8.

## Wolken und Bauernregeln

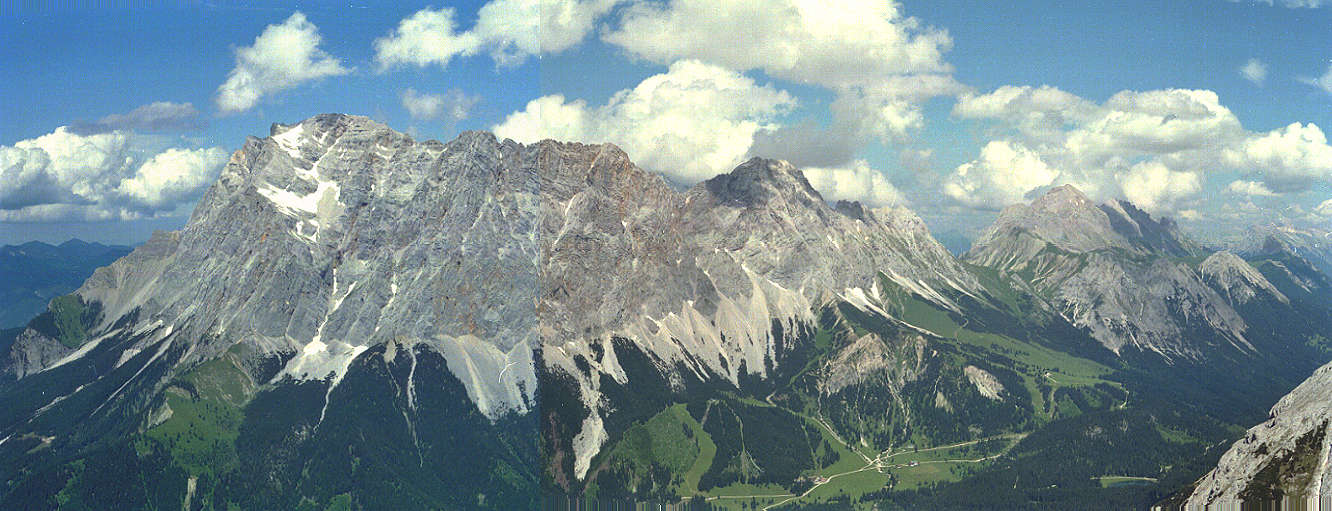
Wetterstein

Der gut zu beobachtende Zug der Wolken ist die Basis vieler Bauernregeln und hat ihren Ruf als Wetterboten begründet. Eine ausreichende Vorhersagequalität dieser Bauernregeln, die auf jahrzehntelangen, weitergegebenen Beobachtungen beruhen, ist aber nur regional oder sogar nur lokal gegeben. So lautet beispielsweise eine Wetterregel aus dem Vinschgau in Südtirol:

„Kommen die Wolken aus Schnals,

Haben wir’s Wetter am Hals;

Ziehen sie in’s Martell,

dann wird’s wieder hell;

kommen sie aus Matsch,

macht es Plitschplatsch;

kommen sie von Ulten,

musst du dich gedulden!“

Wenn Frau Hitt, eine markante Felsformation der Alpennordkette bei Innsbruck, von einer Wolke umgeben ist, weist dies auf bevorstehenden Regen hin:

„Trägt Frau Hitt a Koppen, gean die Stadler durch Lacken.“

Cirren kündigen in der Regel eine Warmfront und somit eine Wetterverschlechterung an. Dennoch kann man nicht sicher sein, dass diese den jeweiligen Standort auch erreichen wird. Daher entstammt der Spruch: „In Frauen und Cirren kann man sich irren.“
In Mittenwald ist der Wetterstein (daher auch sein Name) der Berg, der das Wetter vorhersagt:

„Hat da Wetterstoa an Sabi,
wird’s Wetta misarabi.
Hat da Wetterstoa an Huat,
werd’s Wetta morgn wieda guat.“

Hat der Wetterstein einen Säbel (langgezogene Wolke unterhalb des Gipfels), wird das Wetter miserabel. Hat der Wetterstein einen Hut (runde Wolke über dem Gipfel), wird das Wetter morgen wieder gut. Diesen Spruch gibt es an vielen Stellen im Alpenraum (z. B. am Attersee).

## Anomalien und extraterrestrische Wolken

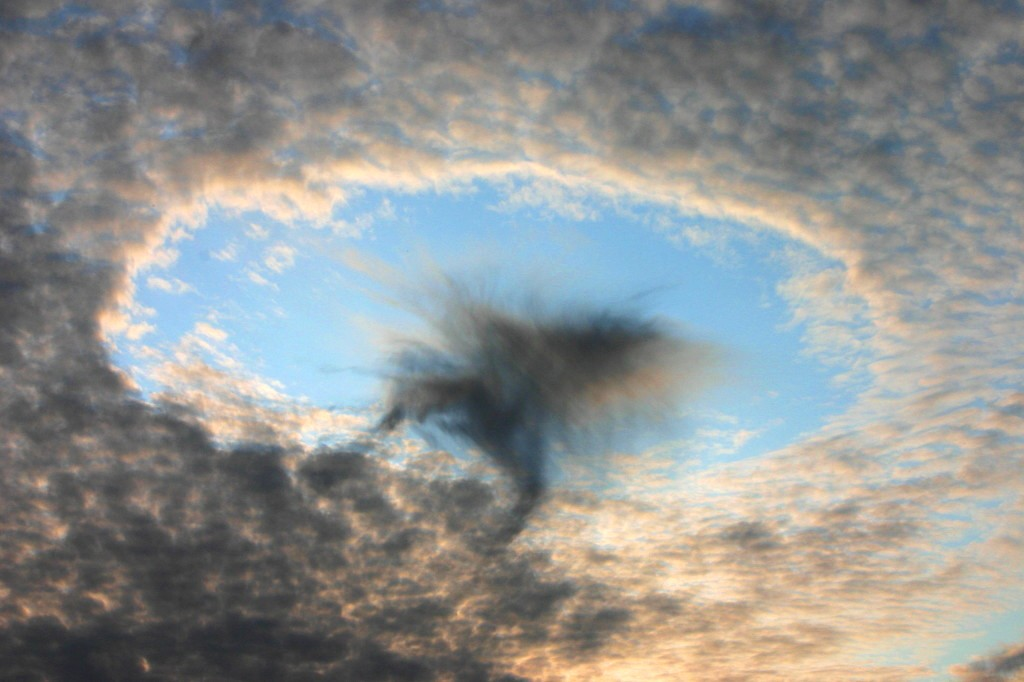
Ein ungewöhnliches Loch in einer Wolkenschicht (Hole Punch Cloud)

Anomalien sind sehr ungewöhnliche Wolken, die insbesondere dem klassischen Modell widersprechen. Hierzu gehören zum Beispiel Polare Stratosphärenwolken, leuchtende Nachtwolken sowie die Hole-Punch Cloud. Die letztere kann insbesondere durch den Überschall-Sturzflug eines Militärflugzeugs durch eine Schichtwolke entstehen.
In Atmosphären anderer Himmelskörper gibt es ebenfalls Wolken, beispielsweise bei dem Planeten Venus und dem Saturnmond Titan. Diese Wolken können unterschiedlich dicht sein und unterschiedliche Zusammensetzung haben.

## Kulturgeschichte

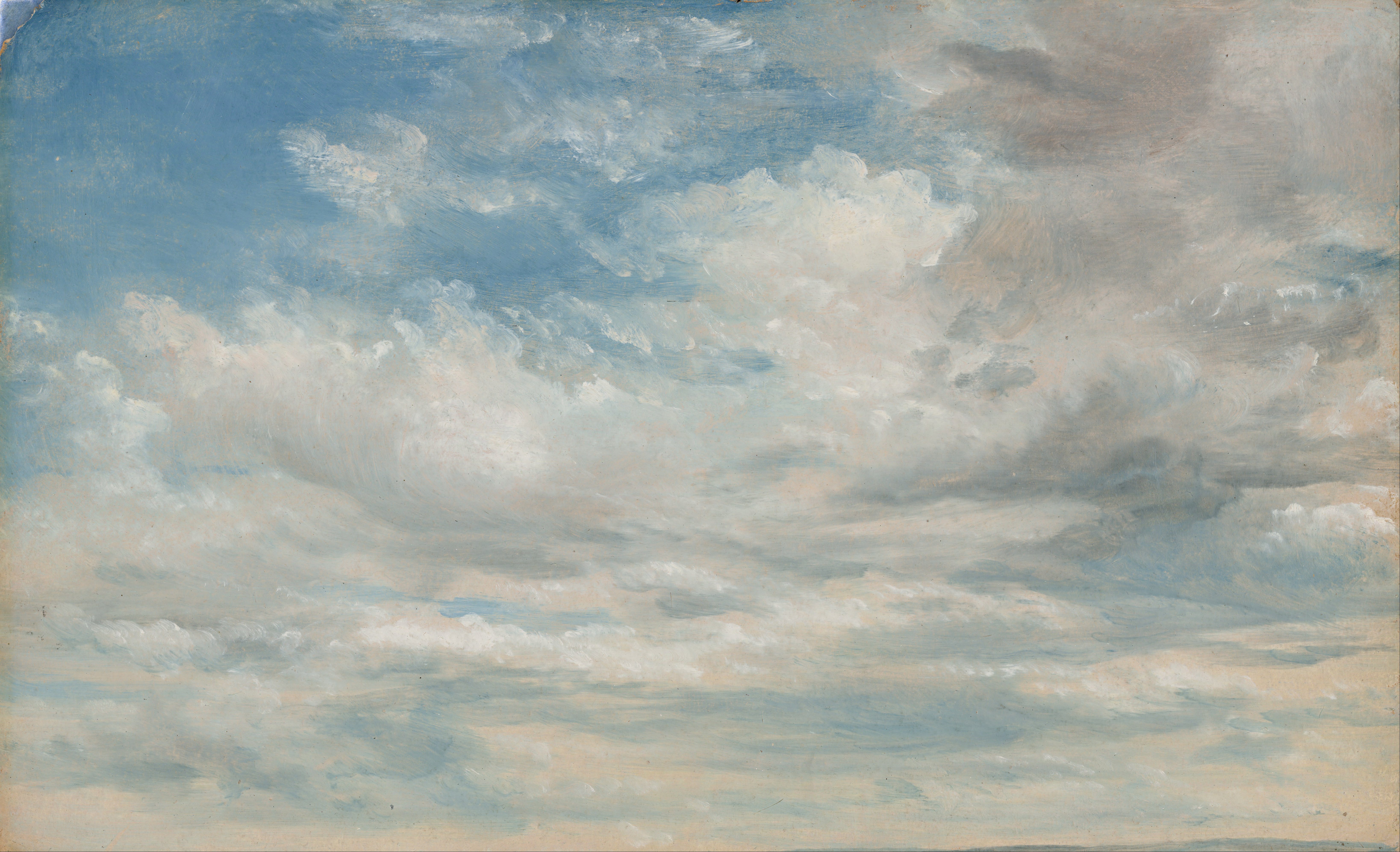
Wolken-Studie (1822) von John Constable

Das Wort „Wolke“ (ahd. wolkan, mhd. wolken) stammt vom gemeinwestgermanischen *wulkana- ab, das möglicherweise auf die indogermanische Wurzel *welg „feucht“ zurückgeht. Ursprünglich ist es ein Neutrum, erst seit dem Spätmittelhochdeutschen ist „die Wolke“ weiblich.
Wolken waren und sind ein beliebtes Motiv der Landschaftsmalerei und Naturfotografie. Zu nennen sind hier Jacob Izaaksoon van Ruisdael, Jan van Goyen und Esaias van der Velde aus der niederländischen Landschaftsmalerei sowie Ary Pleysier, William Turner, Caspar David Friedrich, Carl Blechen und vor allem John Constable aus der Romantik, Emil Nolde im 20. Jahrhundert und die grauen Wolkenbilder Gerhard Richters.
In China gelten Wolken als Symbol für Glück und Frieden sowie den Westen. Unter Wolken-und-Regen-Spielen versteht man die geschlechtliche Vereinigung.
Die Welt der Computergrafik simuliert Wolken mit Hilfe von 3D-Software seit den 1990er Jahren. Seit ca. 2000 sind die Algorithmen so ausgefeilt, dass sich die künstlichen Wolken in Filmen nicht mehr von echten unterscheiden lassen. Die Software berücksichtigt dabei auch die innere Dymanik realer Wolken und nutzt Berechnungsverfahren aus der Strömungslehre.
Das Rautenmuster der Flagge Bayerns wird oft als ein mit weißen Wolken gespickter blauer Himmel gedeutet. Tatsächlich stammen die weiß-blauen Rauten, auch Wecken genannt, ursprünglich aus dem Wappen der Grafen von Bogen, sie wurden im Jahr 1242 von den Wittelsbachern übernommen, der Herrscherfamilie Bayerns vom 12. bis zum 20. Jahrhundert. In der Bayernhymne heißt es hierzu: "[...] und erhalte dir die Farben Seines Himmels Weiß und Blau".

### Religion
In der alttestamentlichen Geschichte interpretieren die Hebräer eine Wolkensäule als Offenbarung ihres Gottes als Wegweisung für ihr Volk.
„Und der HERR zog vor ihnen her, am Tage in einer Wolkensäule, daß er sie den rechten Weg führete, und des Nachts in einer Feuersäule, daß er ihnen leuchtete, damit sie bei Tag und bei Nacht wandeln konnten.“ (Ex 13,21 )

## Forschung
James Pollard Espy (1785–1860) gelang es erstmals, die Thermodynamik der Wolkenbildung weitgehend korrekt zu beschreiben, in dem er die Rolle der latenten Wärme (heute in der Thermodynamik "Umwandlungsenthalpie" genannt) bei der Kondensation berücksichtigte.
In Deutschland steht Forschern die Wolkensimulationskammer AIDA für Wolkensimulationsexperimente am Karlsruher Institut für Technologie in Karlsruhe zur Verfügung. Im Jahr 2012 wurde das Projekt Vertical Distribution of Ice in Arctic Clouds gestartet.

## „Wolken-Ernte“ zur Wassergewinnung
In der chilenischen Stadt Chungungo (La Higuera, Región de Coquimbo) wurde ein Projekt gefördert, das dazu dient, Wolken, die sich in Höhe der Anden befinden, abzuernten. Dort wurden Kunststoffnetze aufgestellt, an denen sich die feinen Wassertröpfchen der Wolken verfangen. Diese rinnen dann am Netz ab und fließen schließlich über sieben Kilometer lange Rohrleitungen nach Chungungo. Bis zu 110.000 Liter können so täglich abgezapft werden.
Am 16. Oktober 2018 wurde auch in Marokko eine Nebelfanganlage eingeweiht. Diese befindet sich am Berghang vom Mount Boutmezguida im Süden von Marokko. Mit einer Auffangfläche von 1.620 m² versorgt sie 15 umliegende Dörfer mit Trinkwasser und liefert an einem nebelreichen Tag bis zu 36.000 Liter Wasser.